# Faboideae
Le Faboidee (Faboideae) o Papilionoidee (Papilionoideae) sono una sottofamiglia di piante della famiglia Fabaceae (o Leguminosae).

## Descrizione
Questa sottofamiglia comprende alberi, arbusti, erbe e rampicanti.

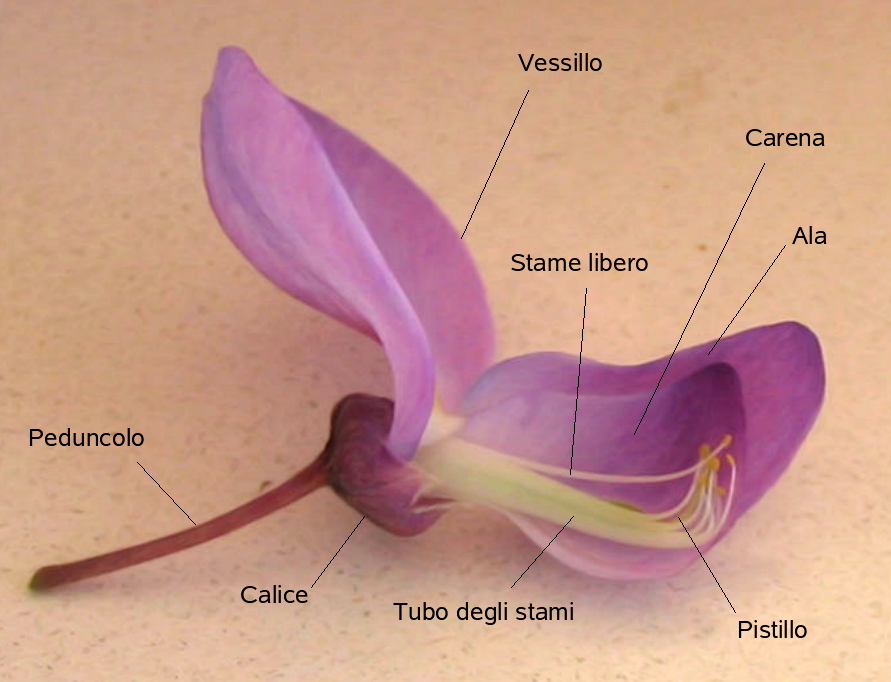
Fiore di glicine (Wisteria sinensis) aperto per mostrarne la struttura

Il fiore ha una simmetria bilaterale ed ha la caratteristica forma "papilionacea": la corolla è costituita da un grande petalo situato superiormente e diretto in alto detto vessillo e da due petali laterali che somigliano alle due ali di una farfalla e sono detti appunto ali; i due petali inferiori saldati insieme in basso formano la carena.
La formula fiorale è:
K (5), C 5, A (5+5) oppure (9)+1, G 1
Le foglie sono generalmente composte.
Il frutto è il tipico baccello delle leguminose.
Molte specie presentano sulle radici i tipici noduli dovuti ad un microrganismo, il Rhizobium leguminosarum, che fissa l'azoto atmosferico nel terreno.

## Distribuzione e habitat
La sottofamiglia ha una distribuzione cosmopolita e comprende specie adattate ad una grande varietà di habitat.

## Tassonomia

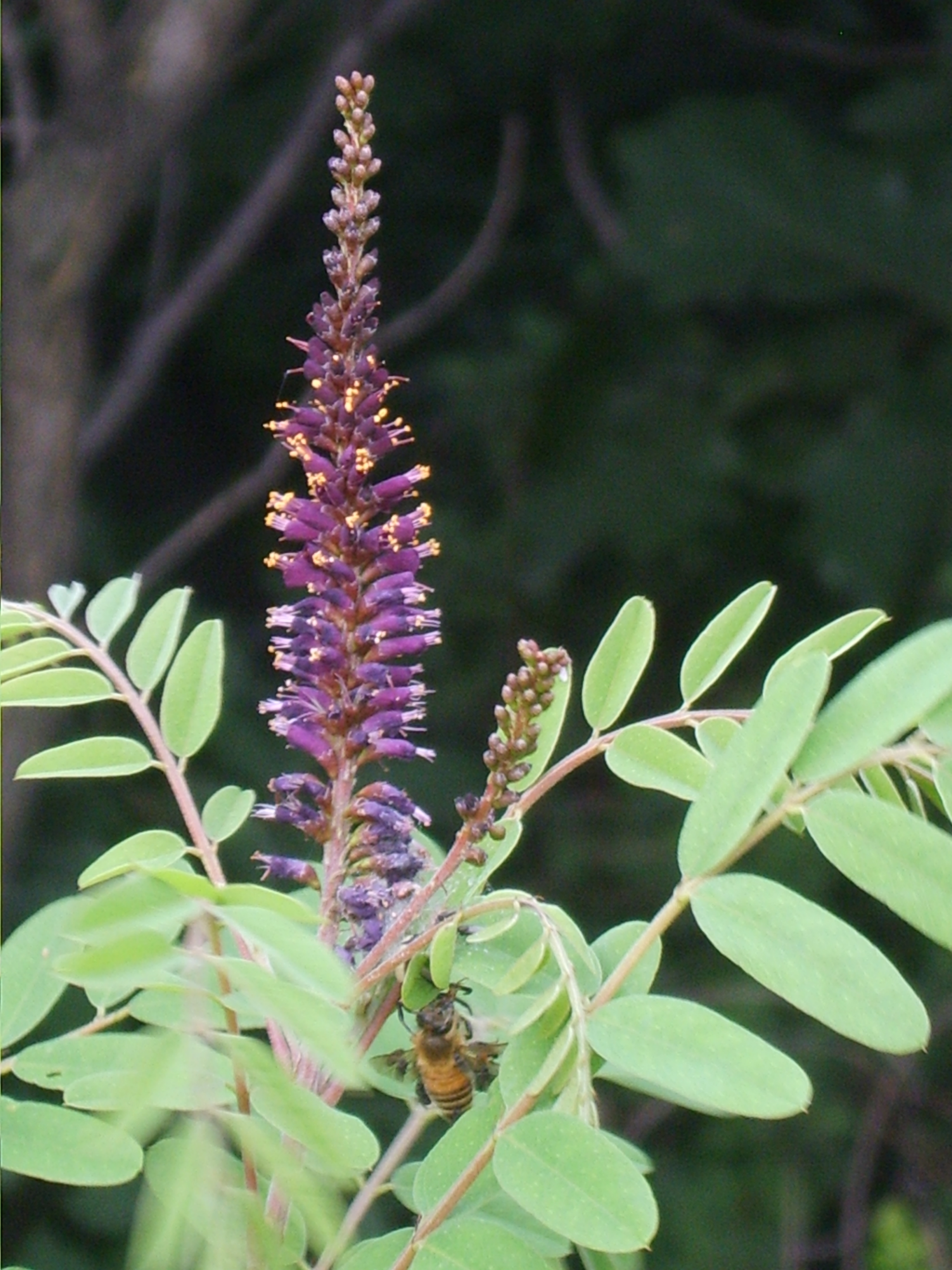
Amorpha fruticosa
Amorpheae

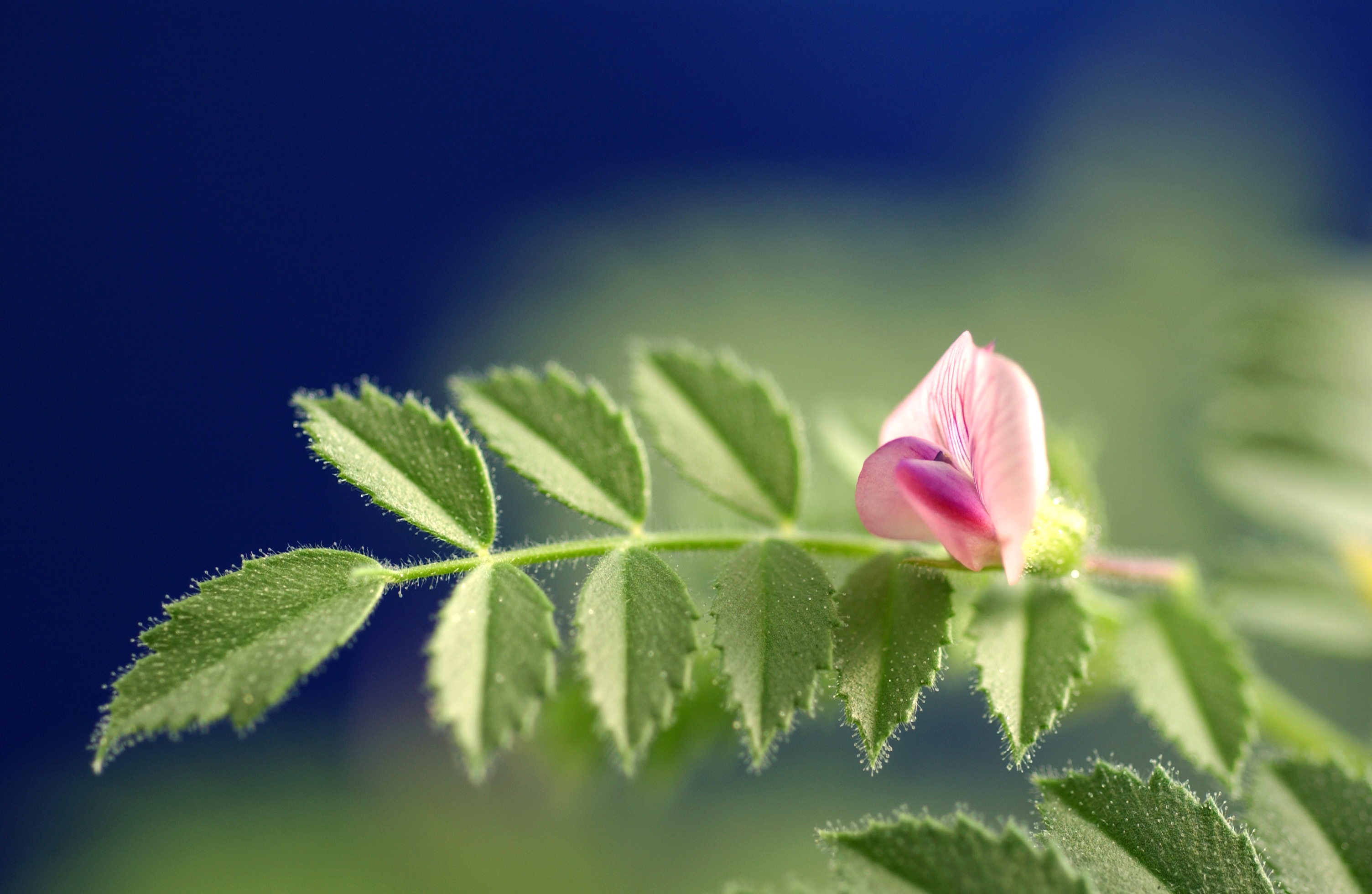
Cicer arietinum
Cicereae

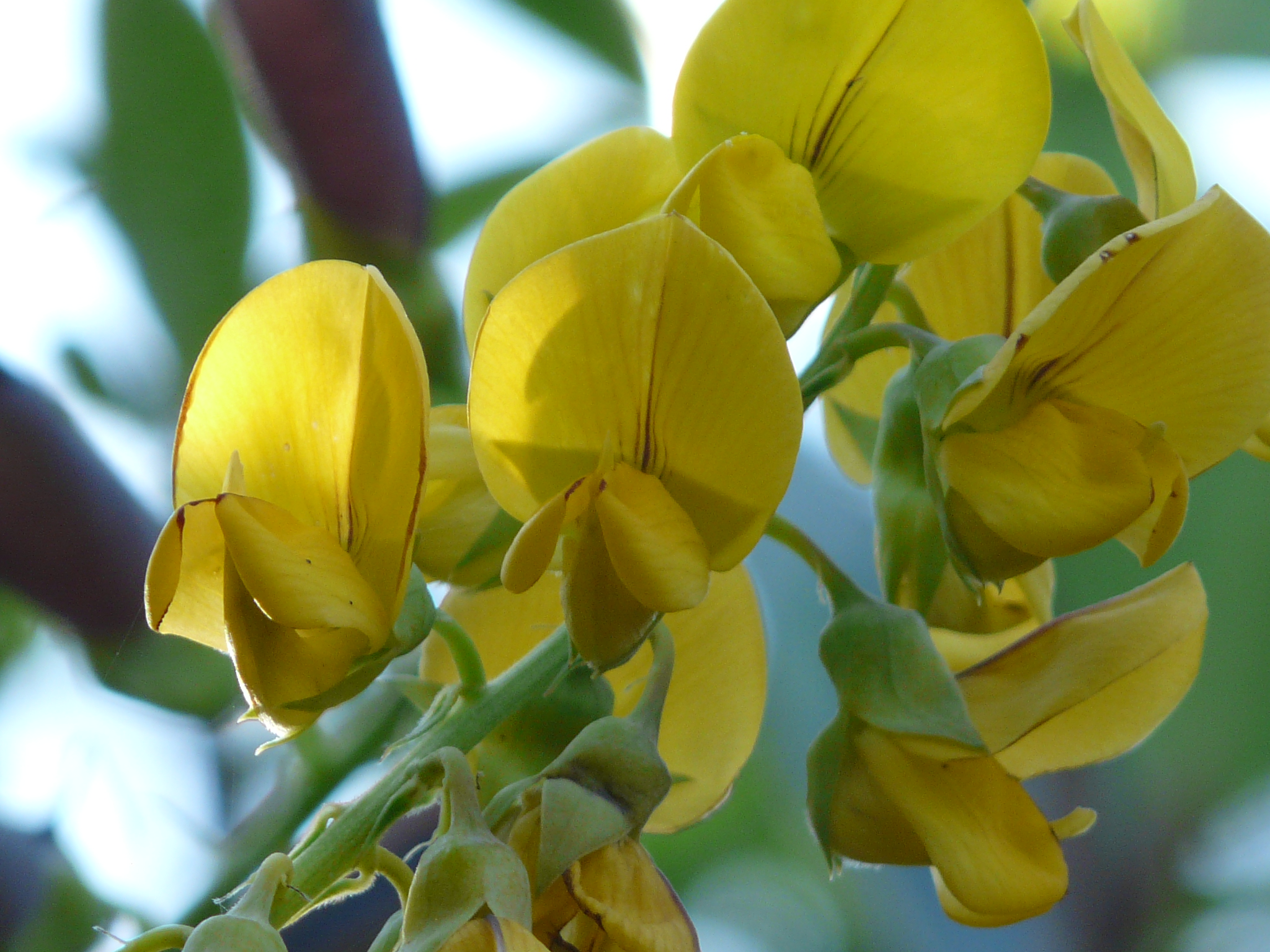
Crotalaria spectabilis
Crotalarieae

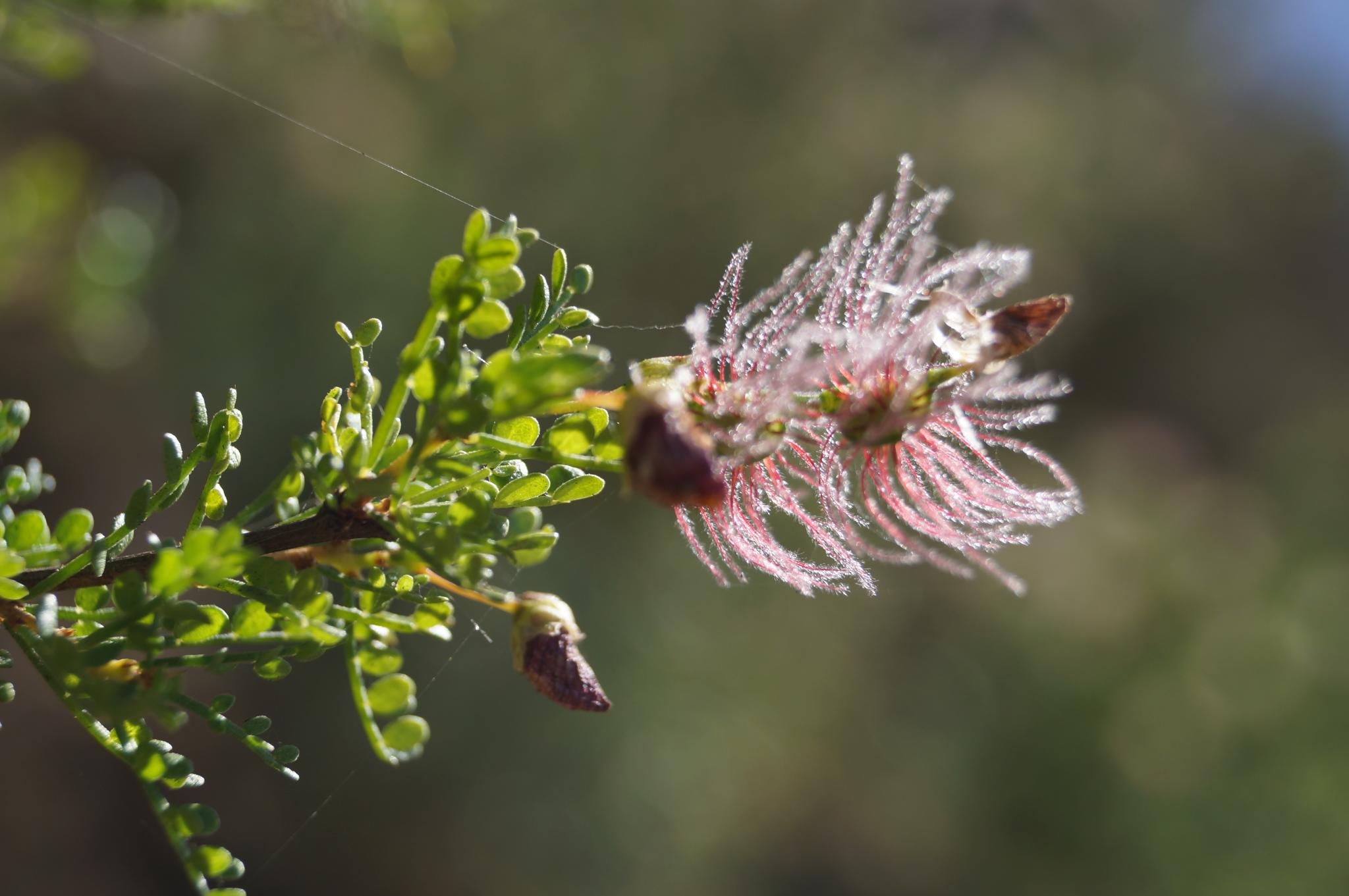
Adesmia confusa
Dalbergieae

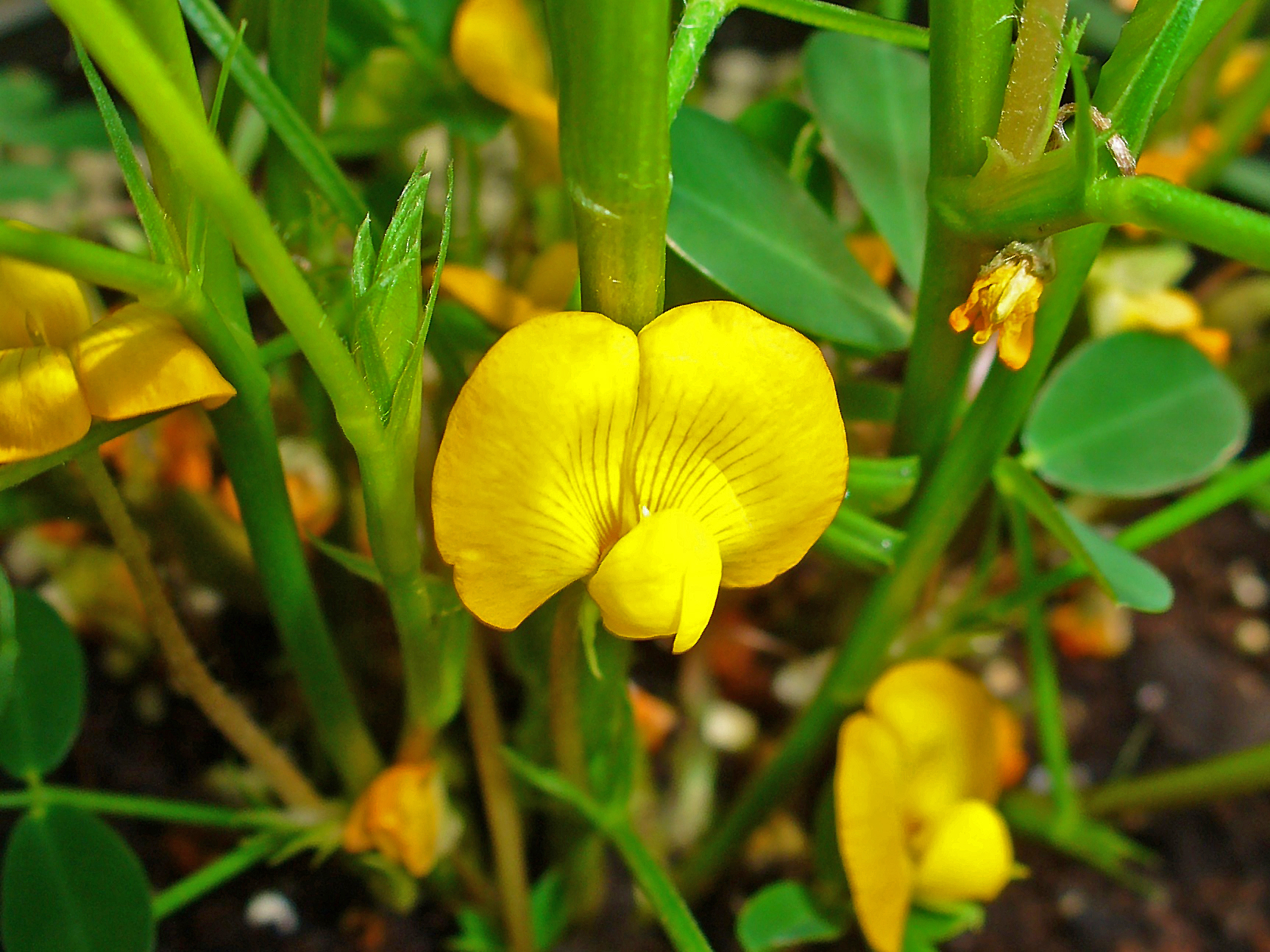
Arachis hypogaea
Dalbergieae

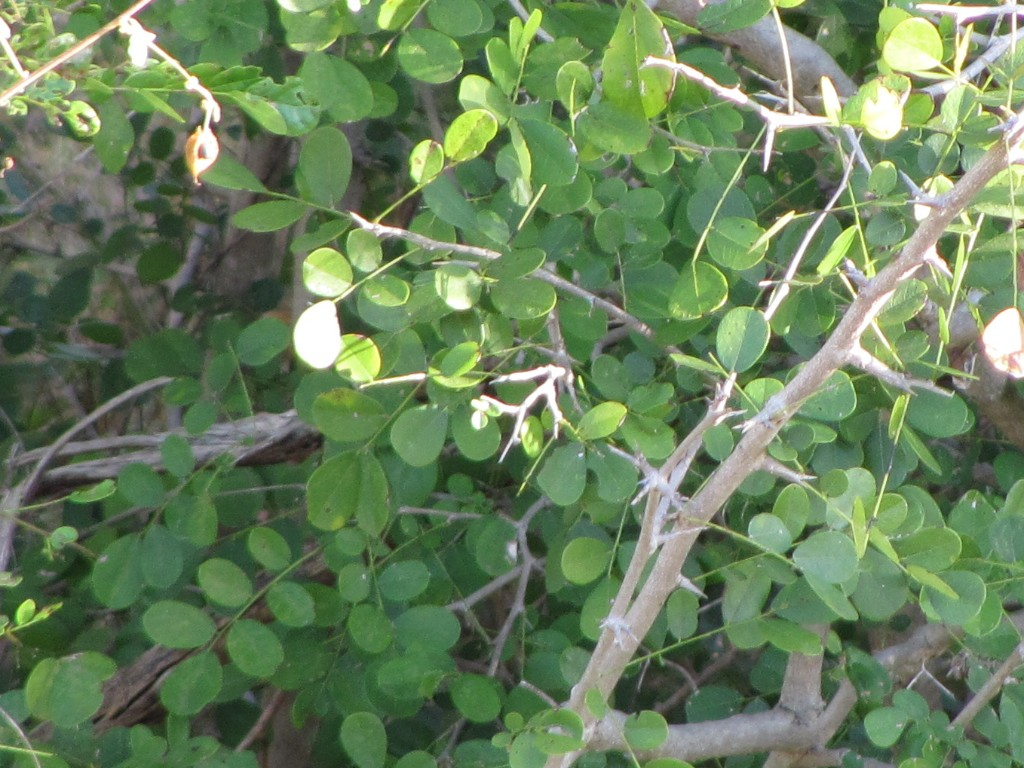
Dalbergia melanoxylon
Dalbergieae

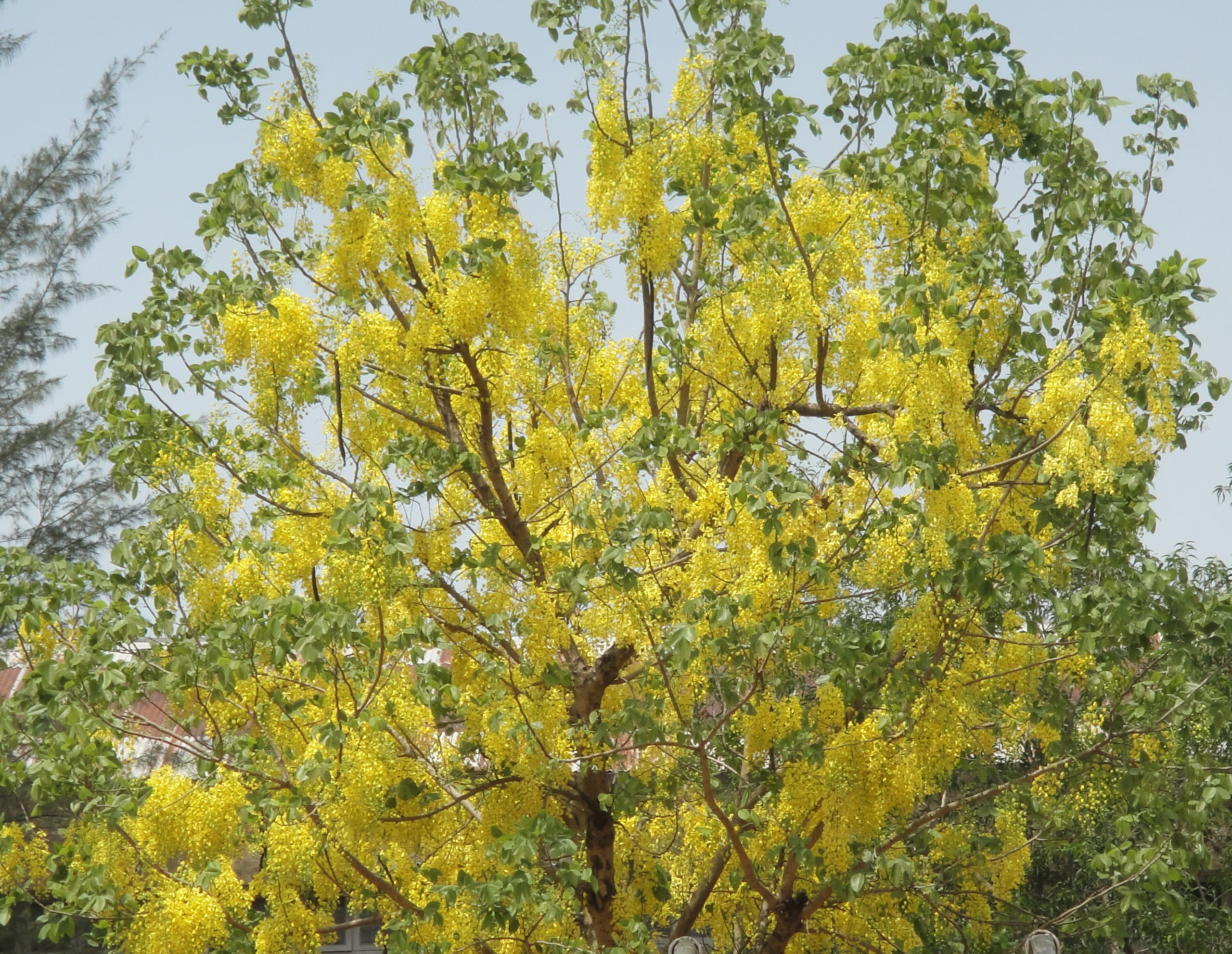
Pterocarpus macrocarpus
Dalbergieae

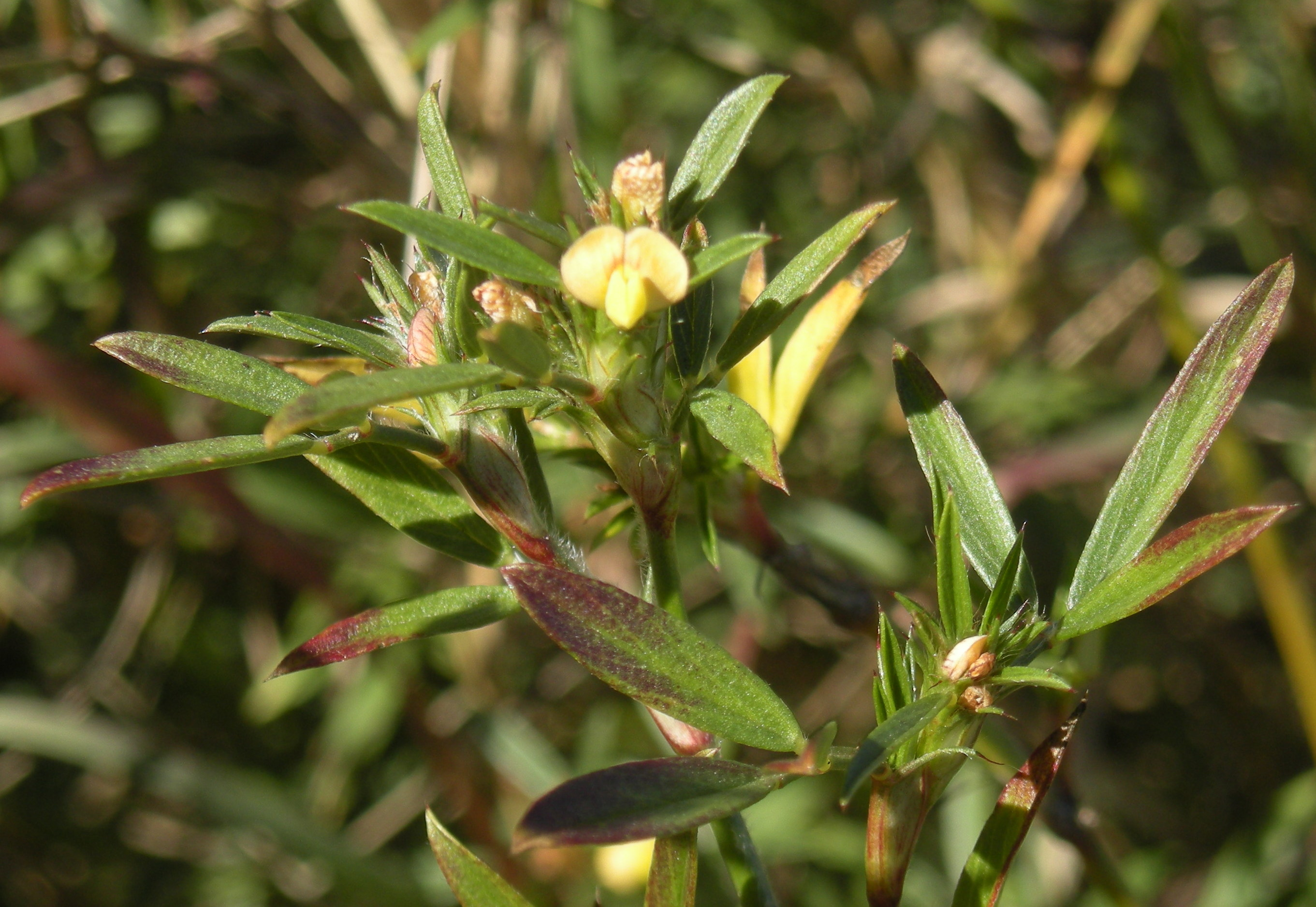
Stylosanthes hamata
Dalbergieae

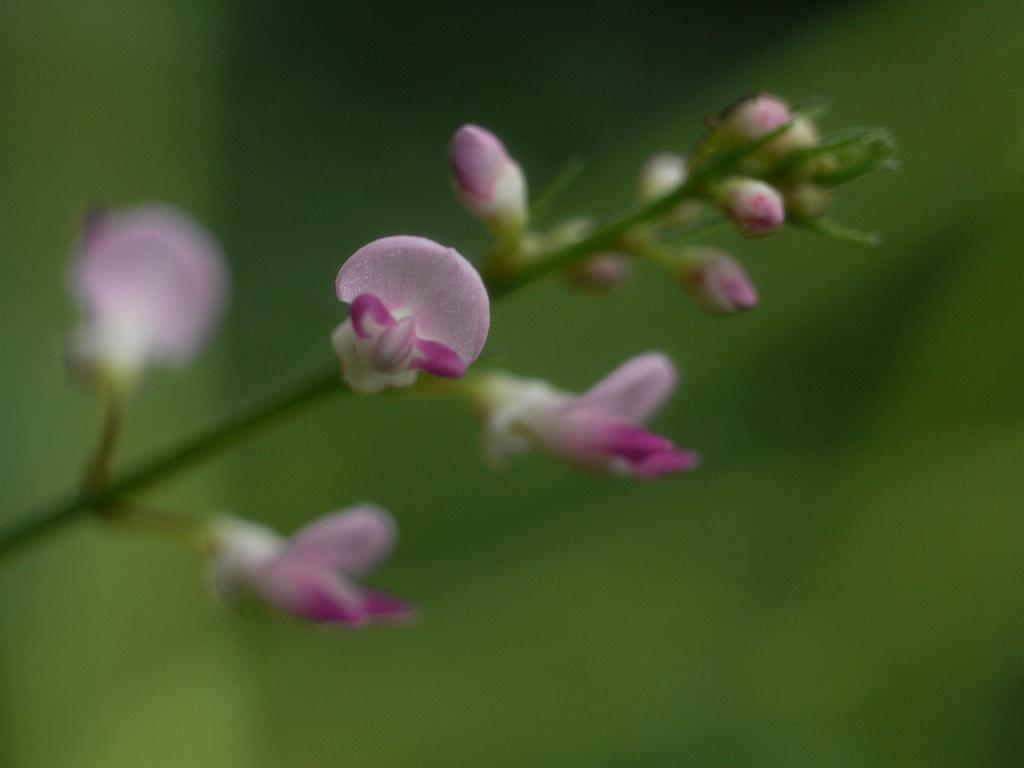
Hylodesmum podocarpum
Desmodieae

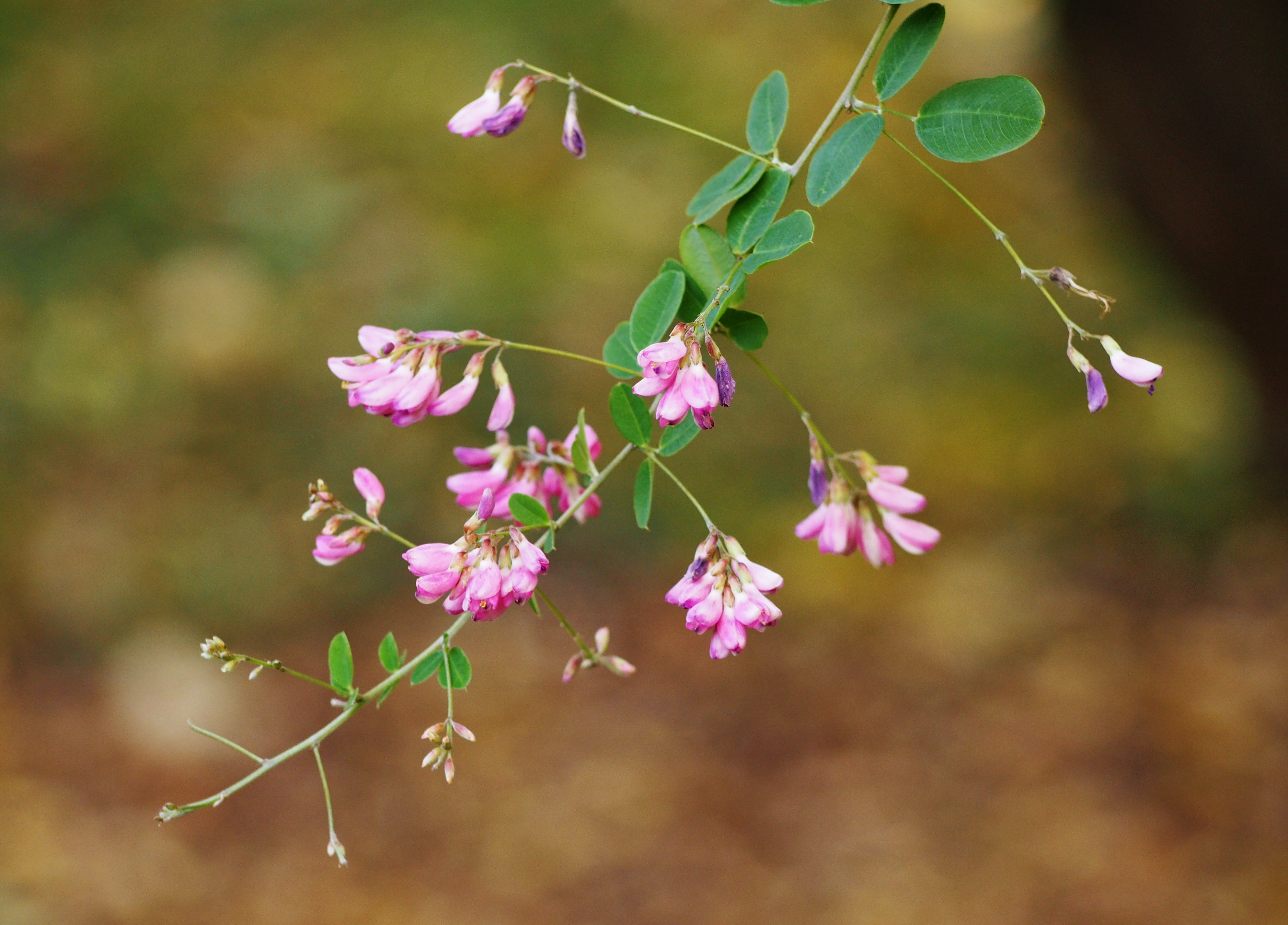
Lespedeza bicolor
Desmodieae

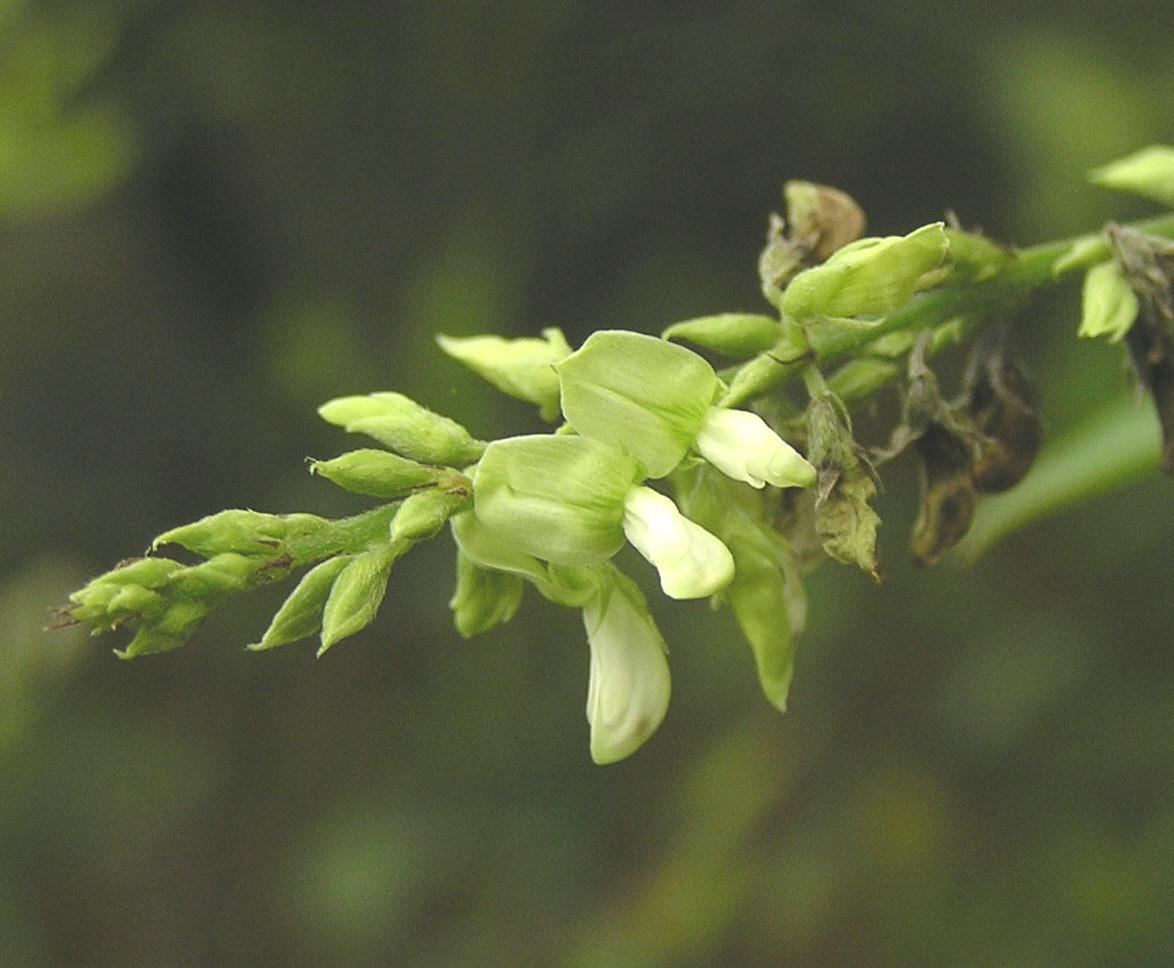
Ohwia caudata
Desmodieae

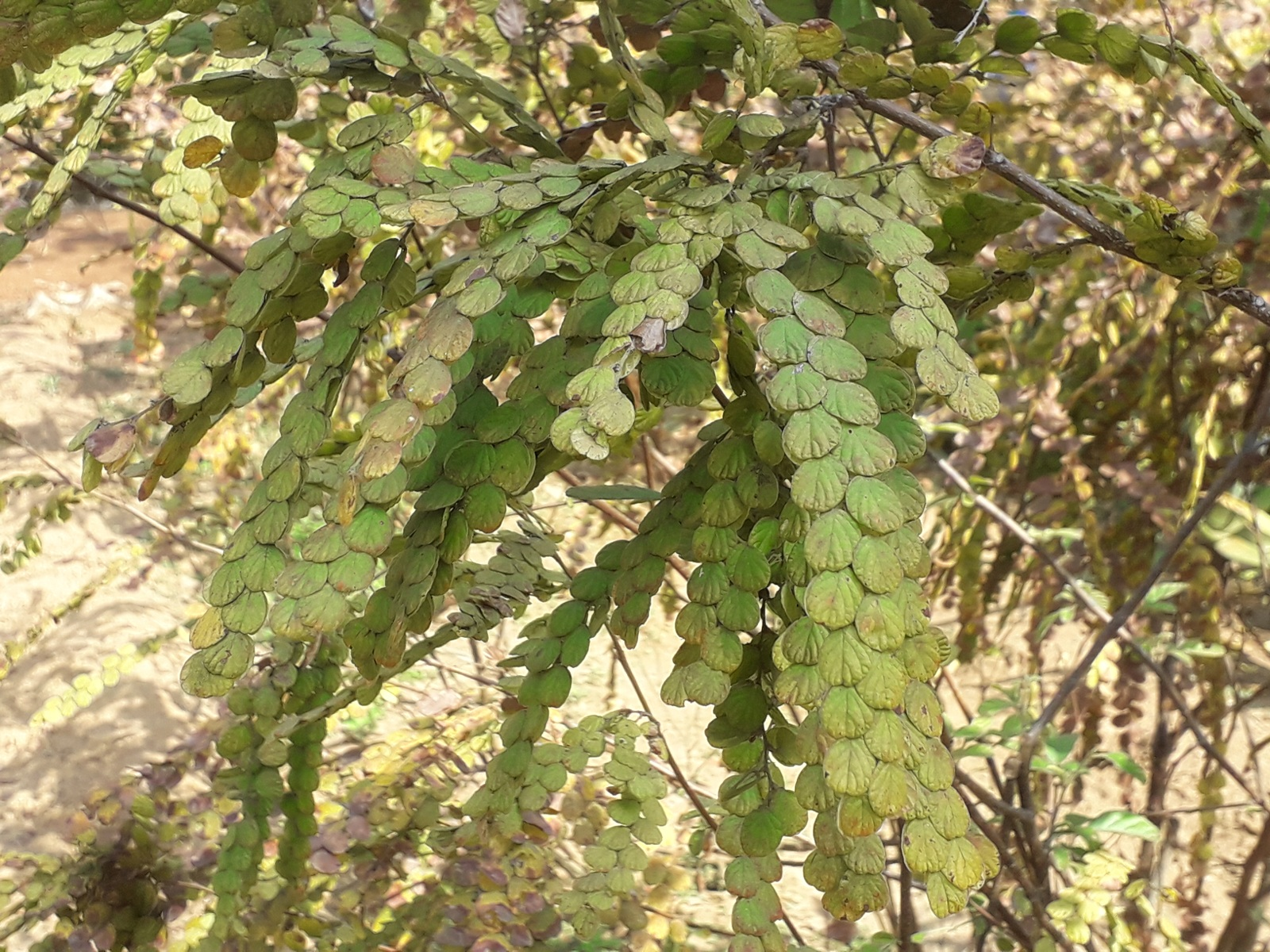
Phyllodium pulchellum
Desmodieae

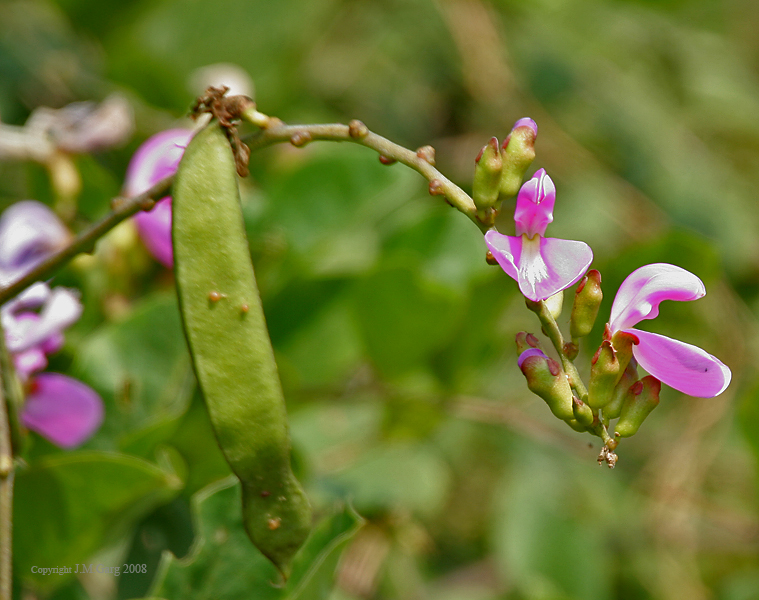
Canavalia lineata
Diocleeae

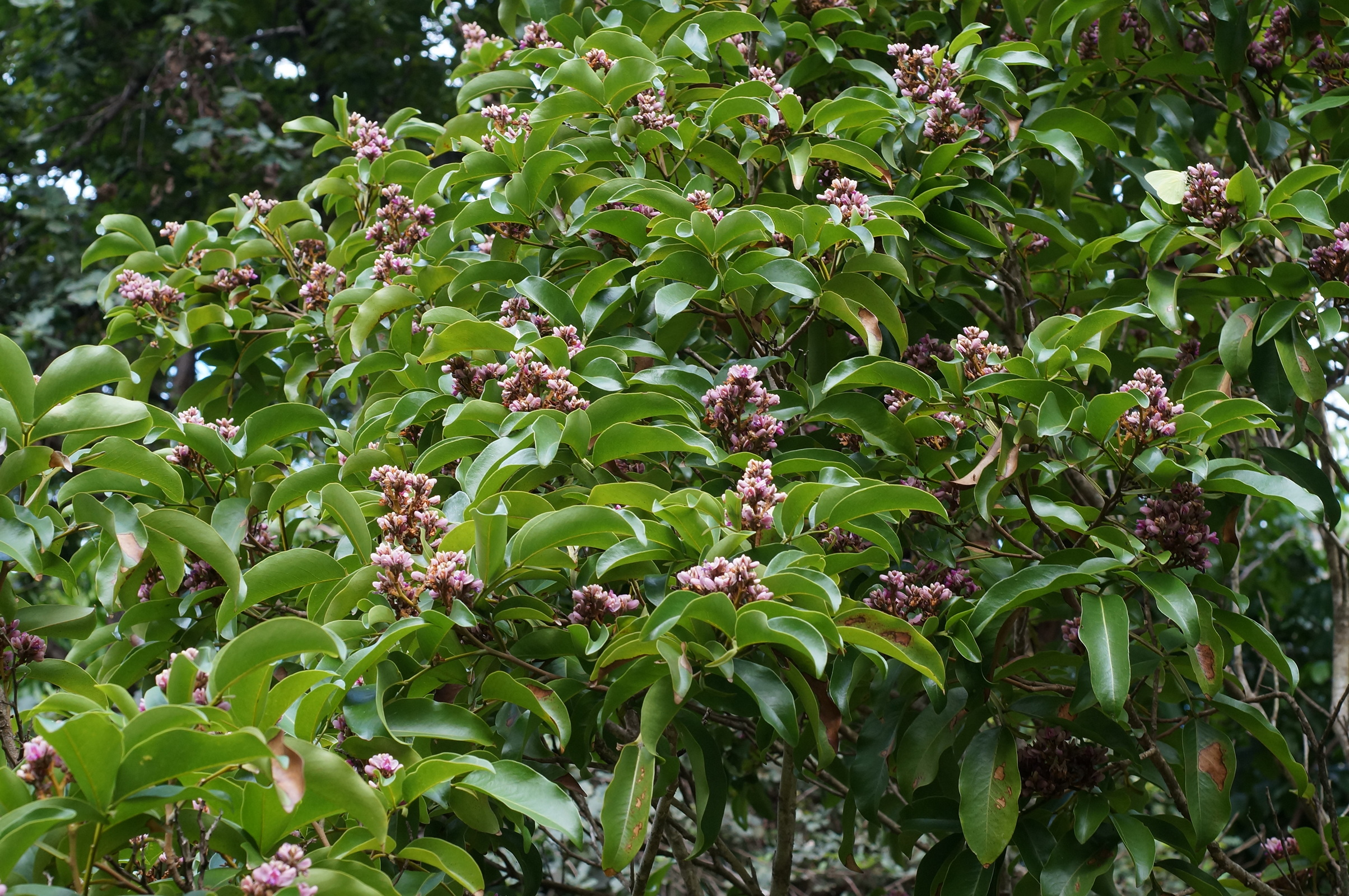
Dipteryx odorata
Dipterygeae

Vicia sativa
Fabeae

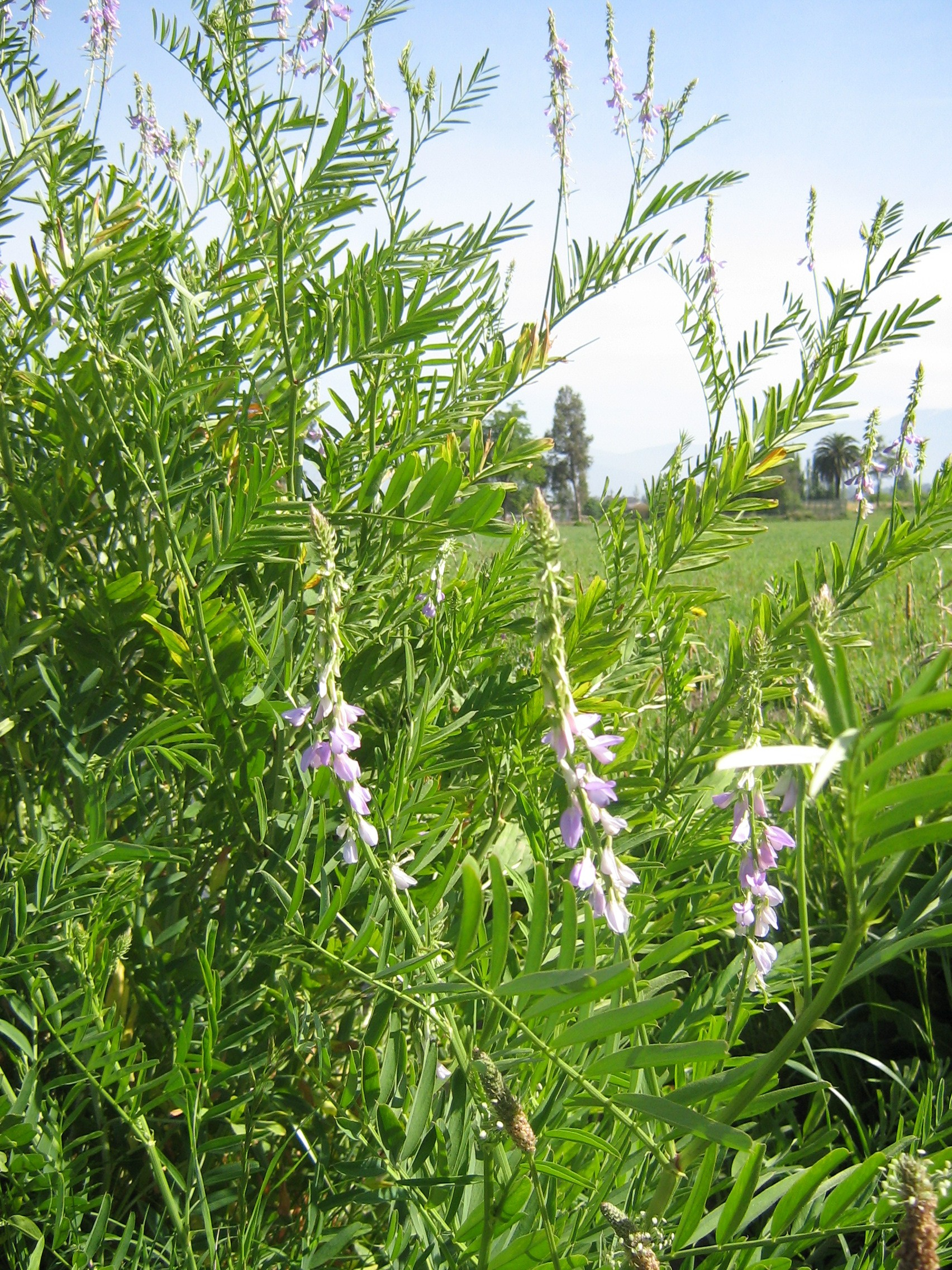
Astragalus berterianus
Galegeae

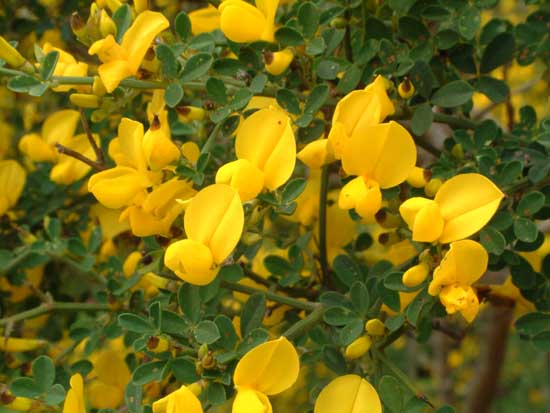
Calicotome spinosa
Genisteae

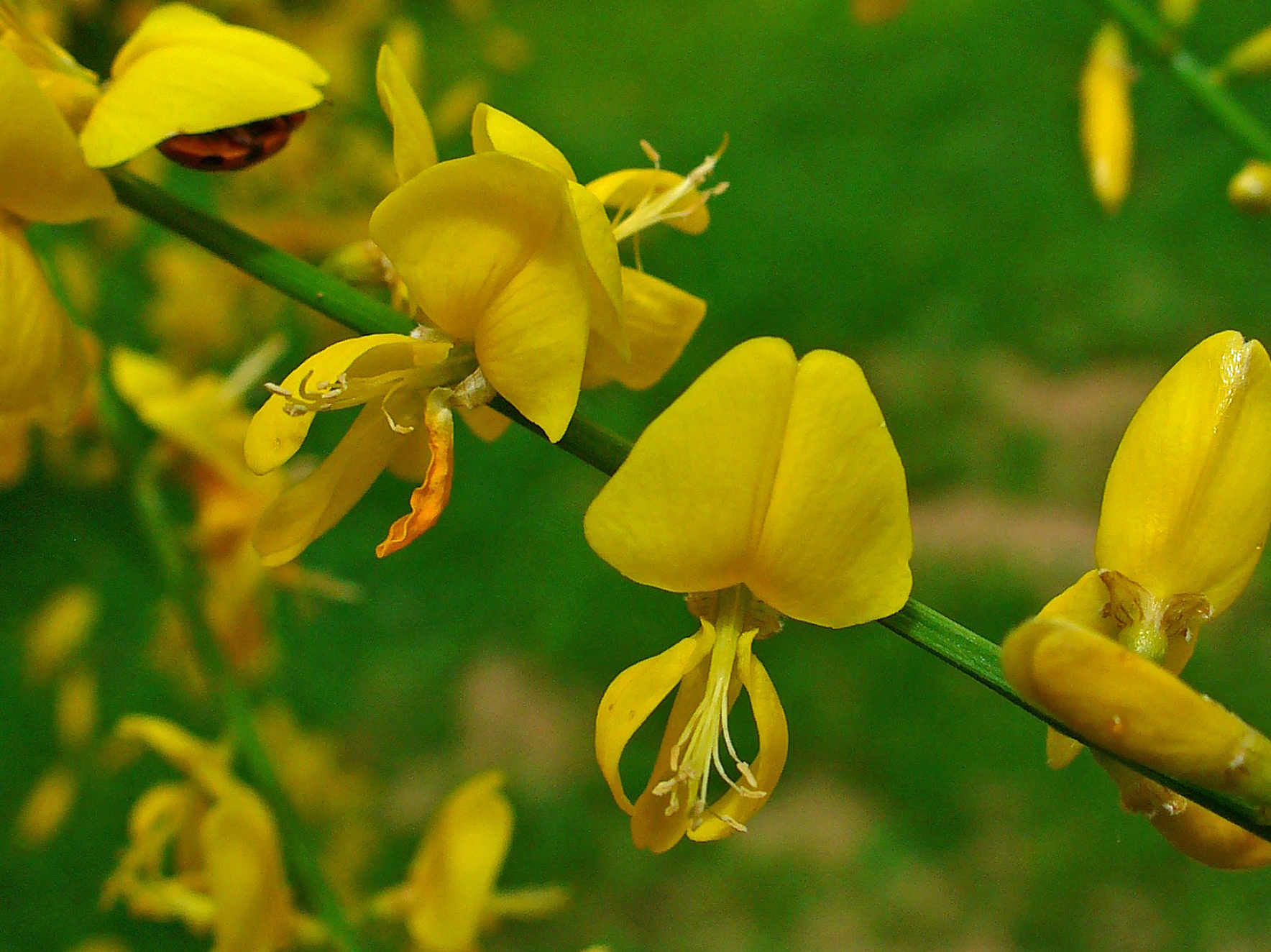
Genista aetnensis
Genisteae

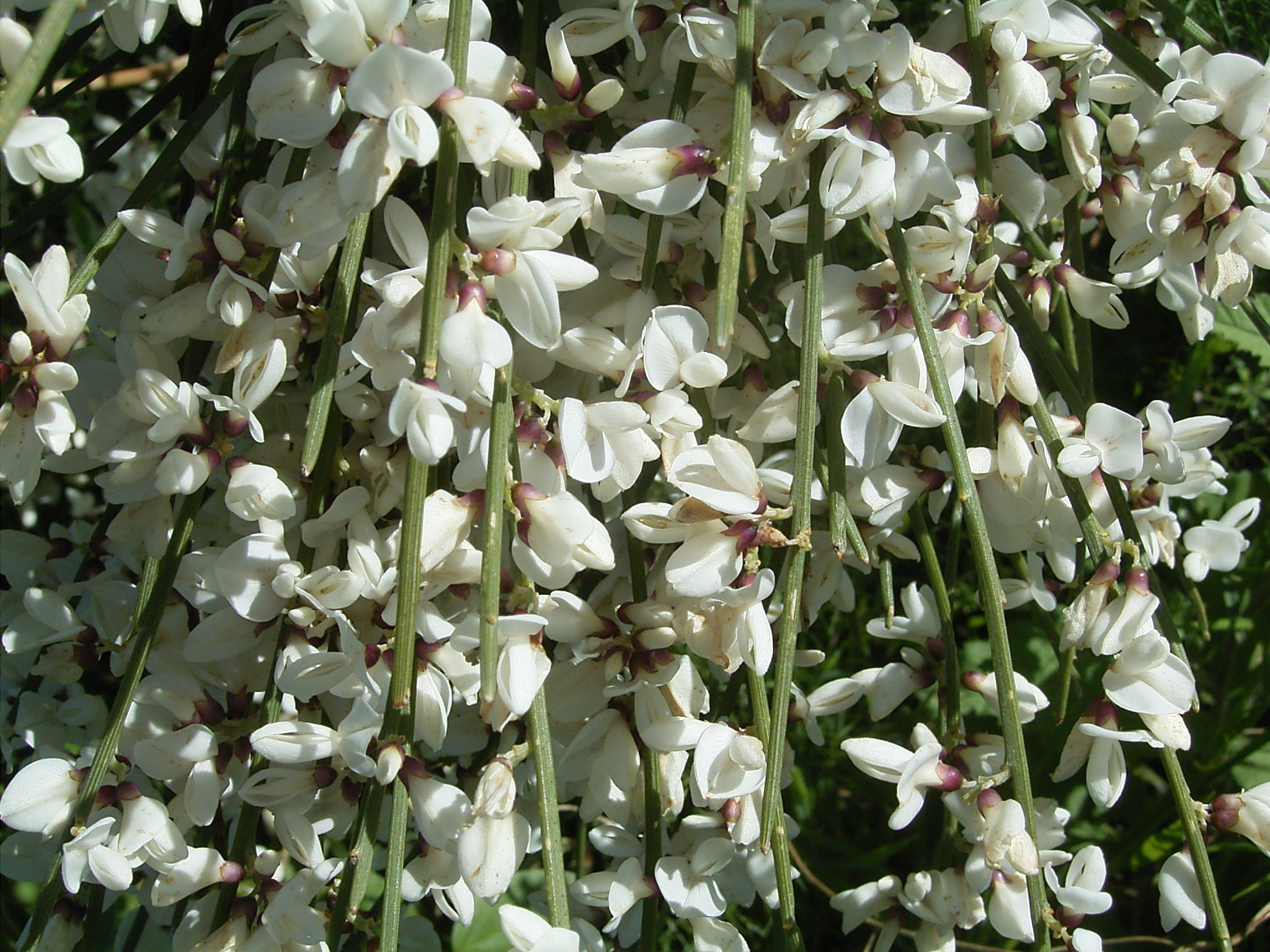
Retama raetam
Genisteae

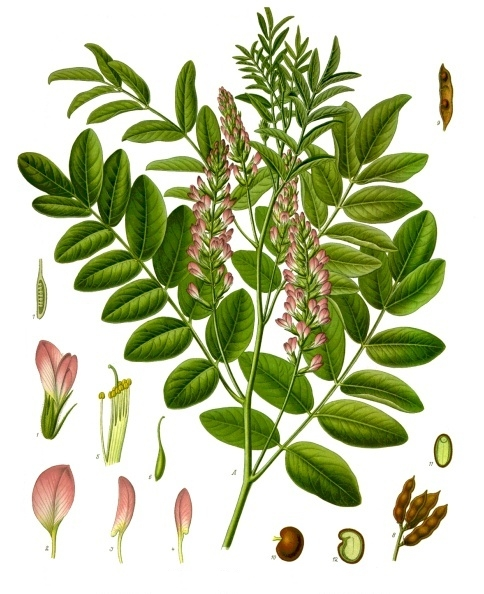
Glycyrrhiza glabra
Glycyrrhizeae

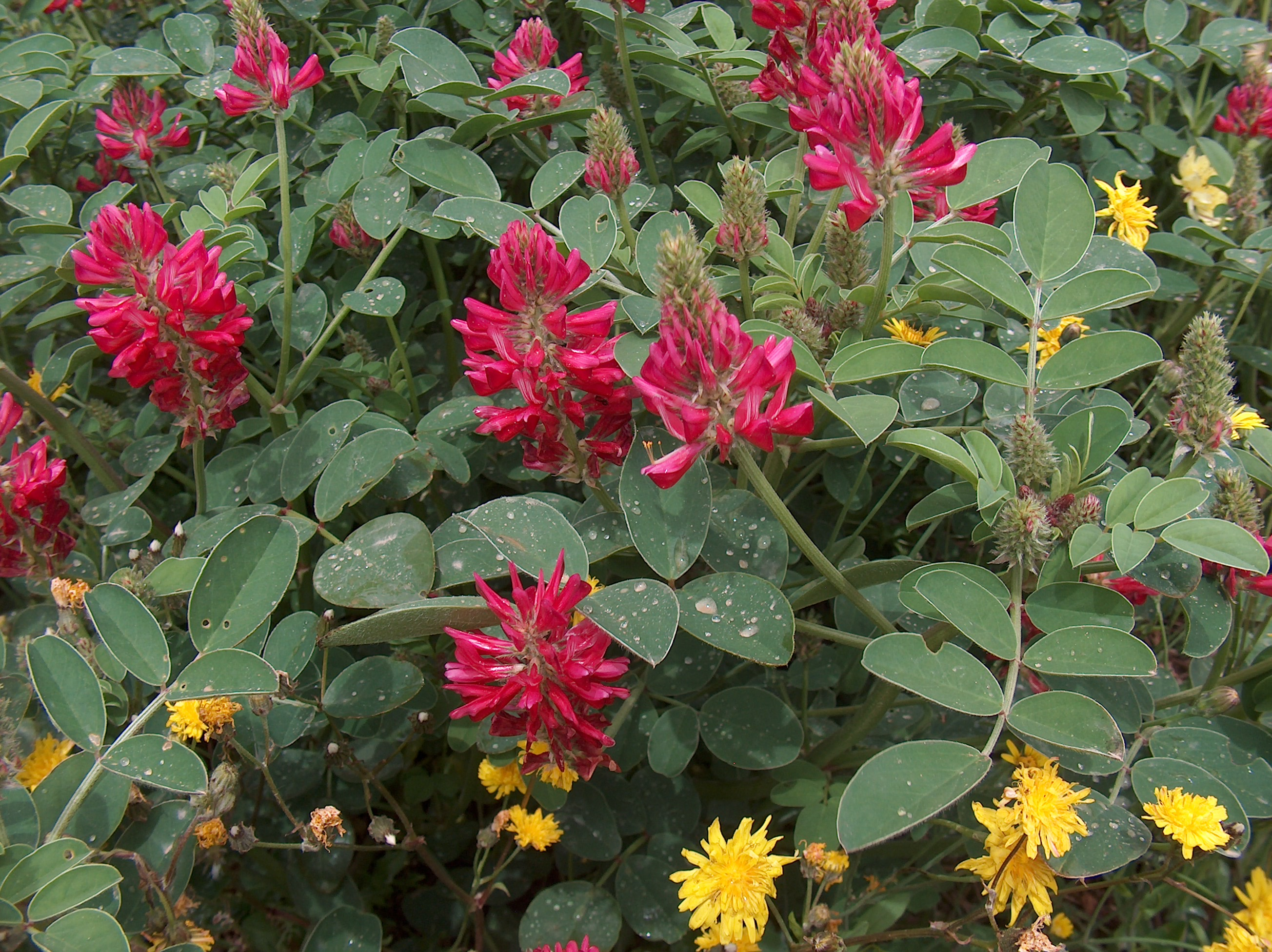
Hedysarum coronarium
Hedysareae

Indigofera tinctoria
Indigofereae

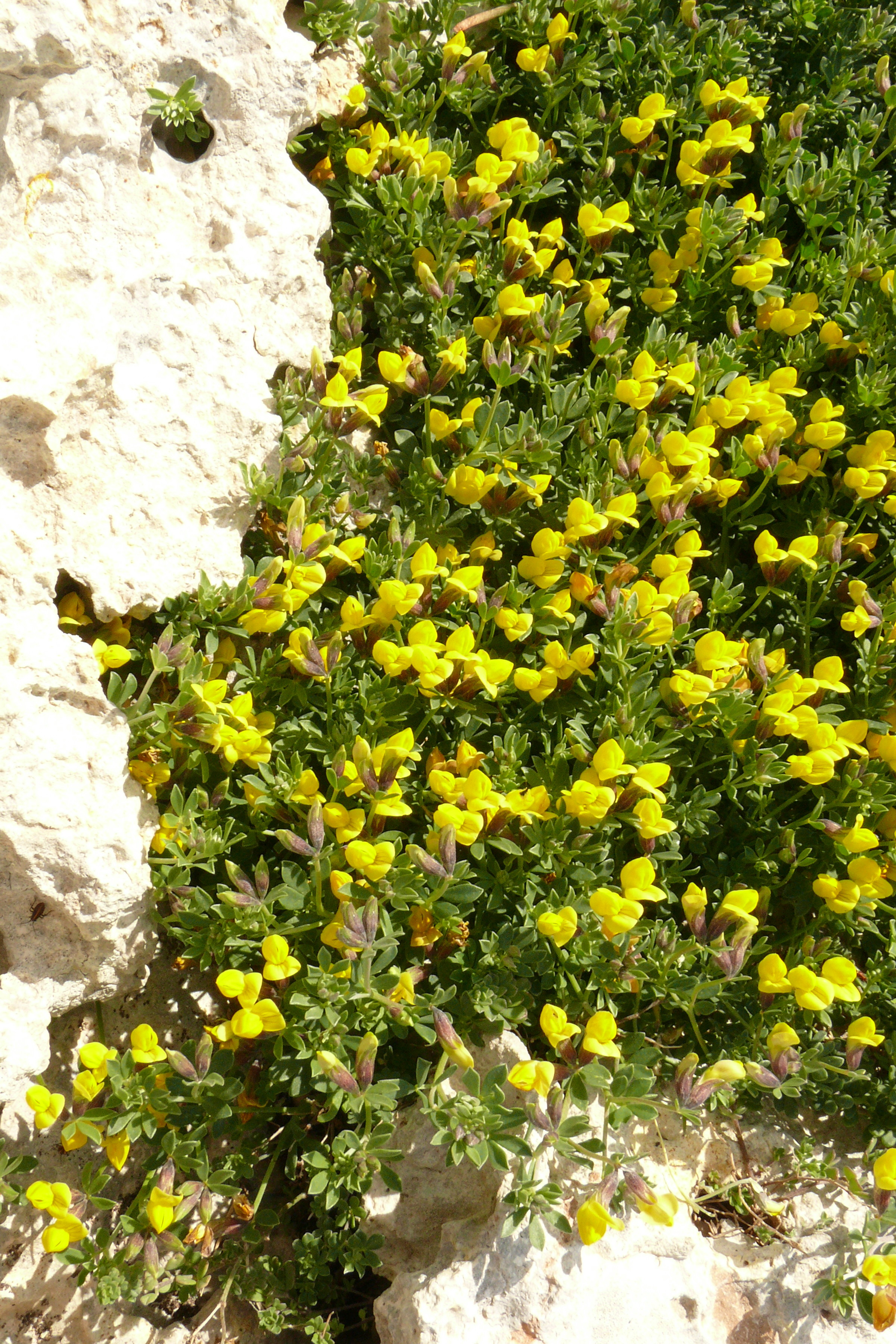
Lotus cytisoides
Loteae

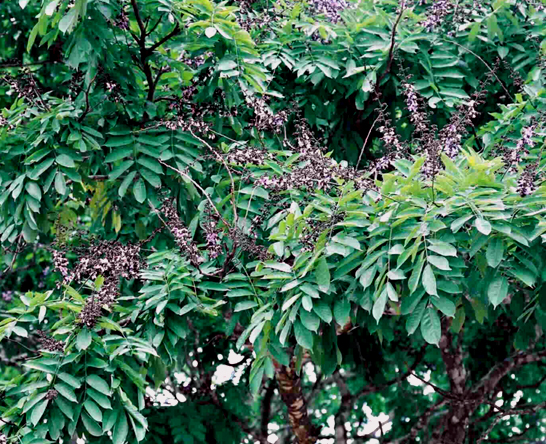
Millettia laurentii
Millettieae

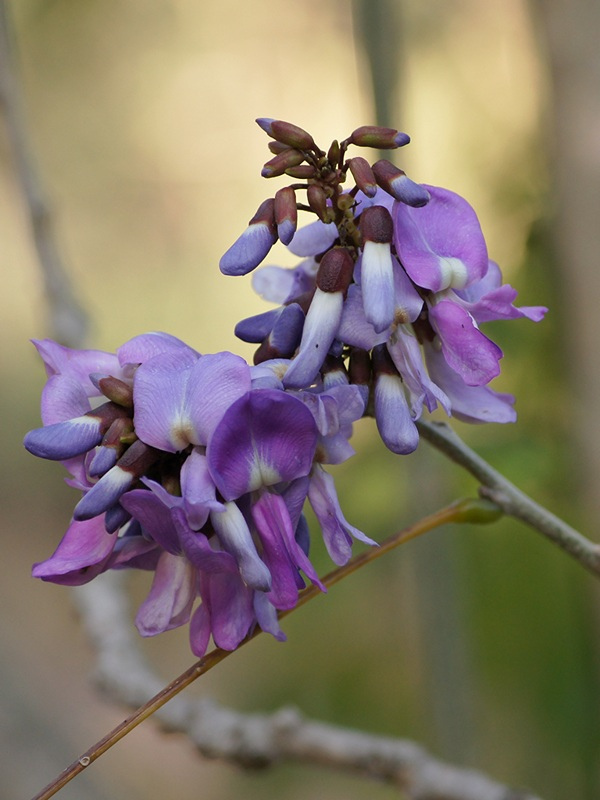
Philenoptera sutherlandii
Millettieae

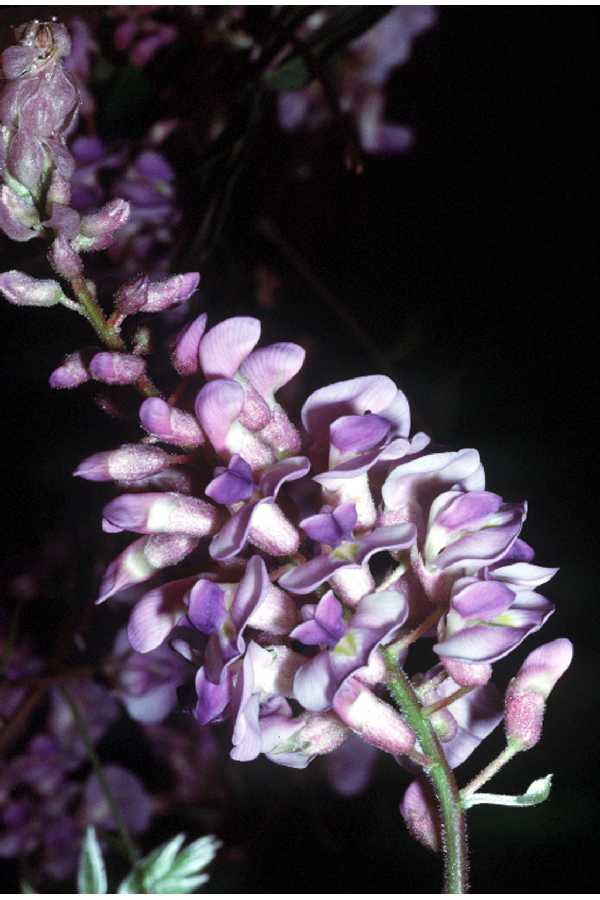
Wisteria frutescens
Millettieae

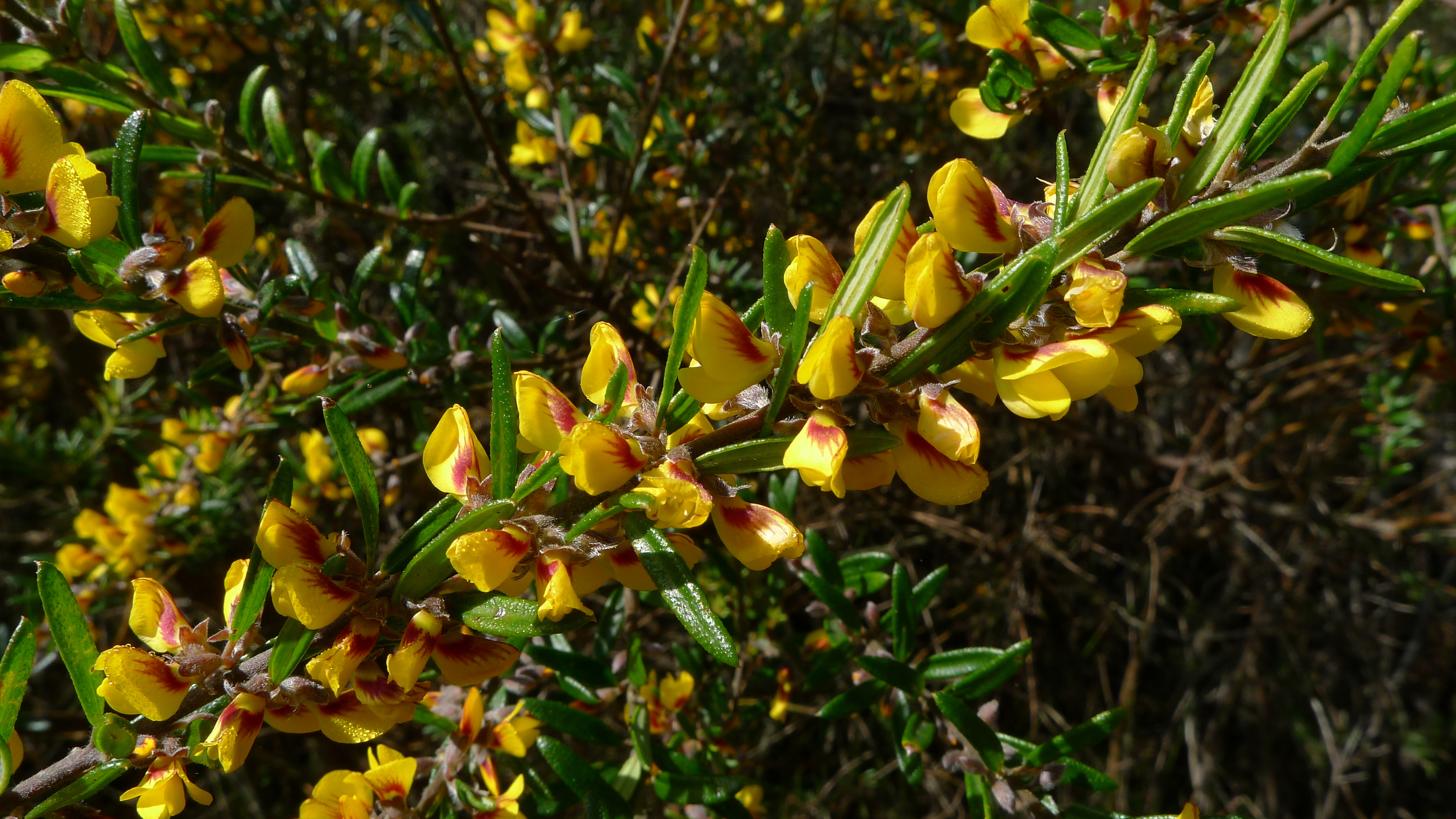
Aotus ericoides
Mirbelieae

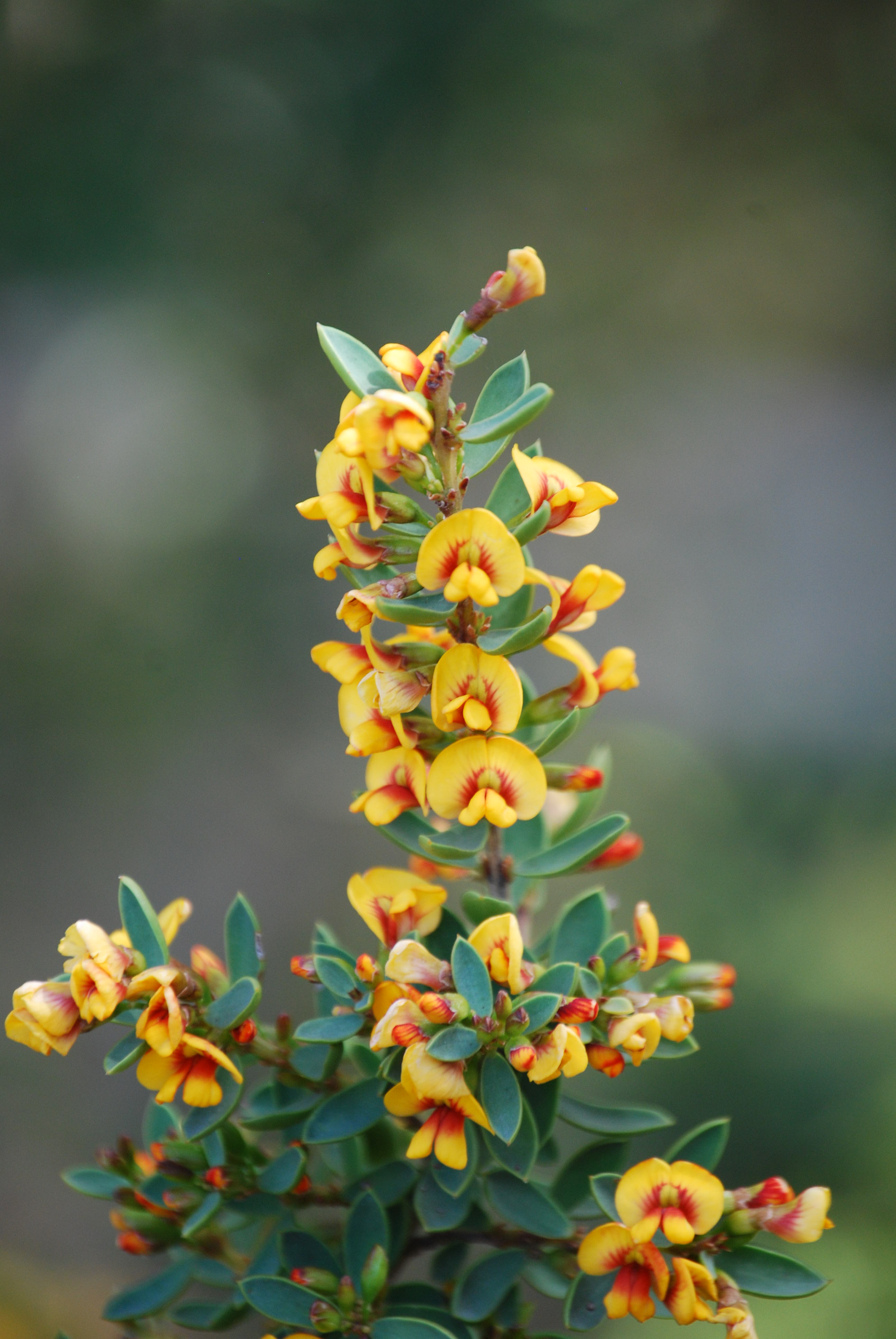
Eutaxia obovata
Mirbelieae

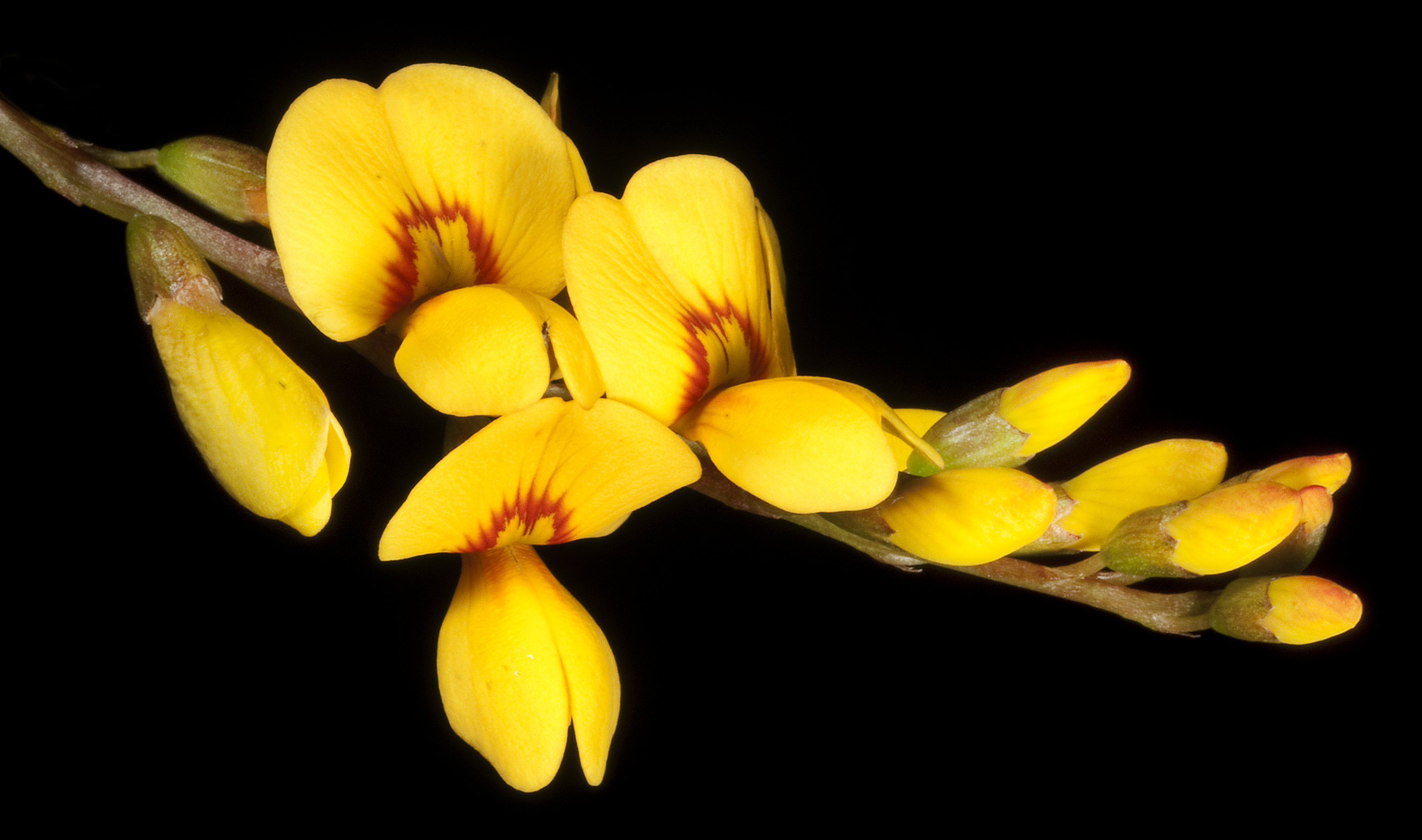
Viminaria juncea
Mirbelieae

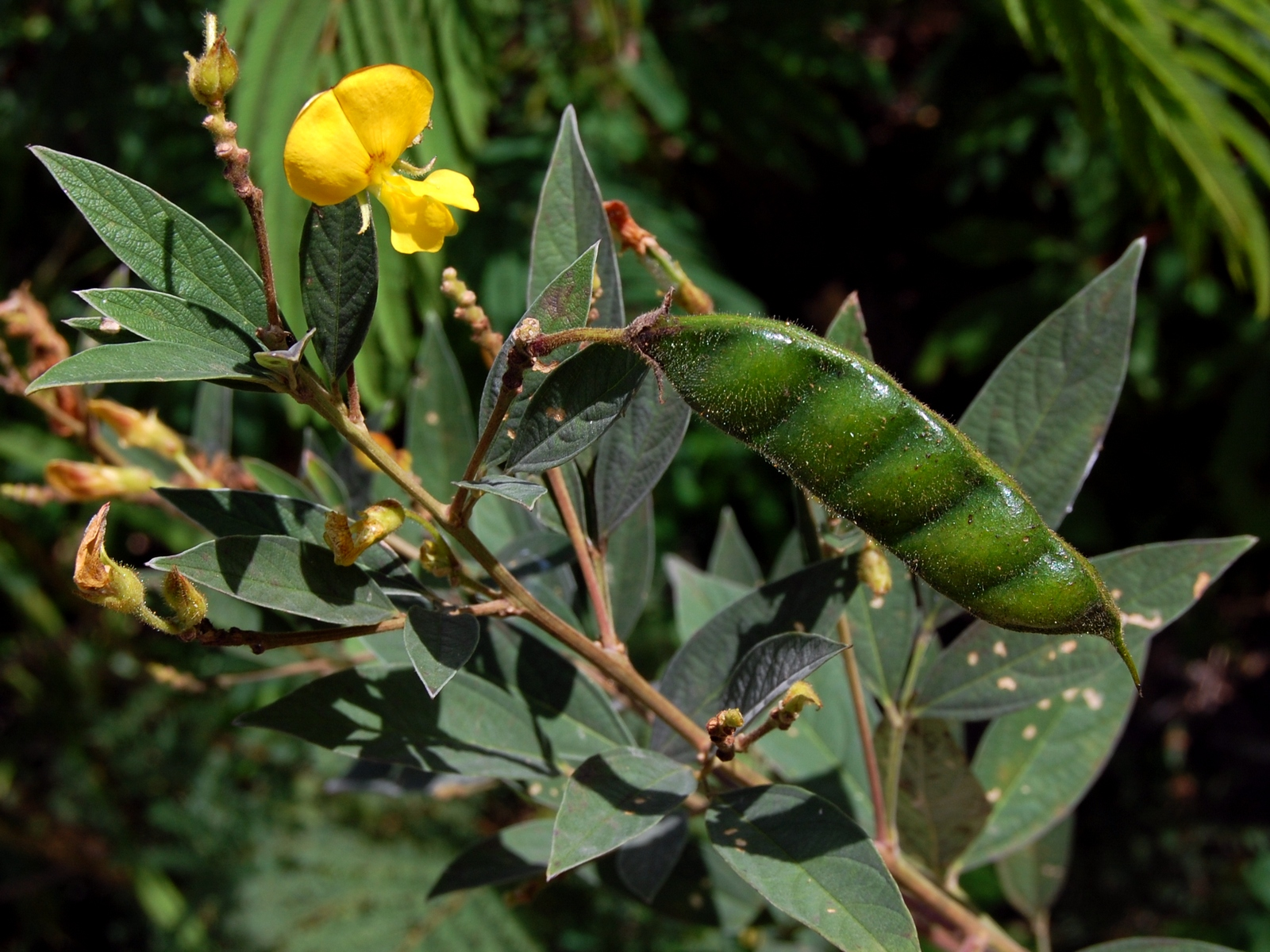
Cajanus cajan
Phaseoleae

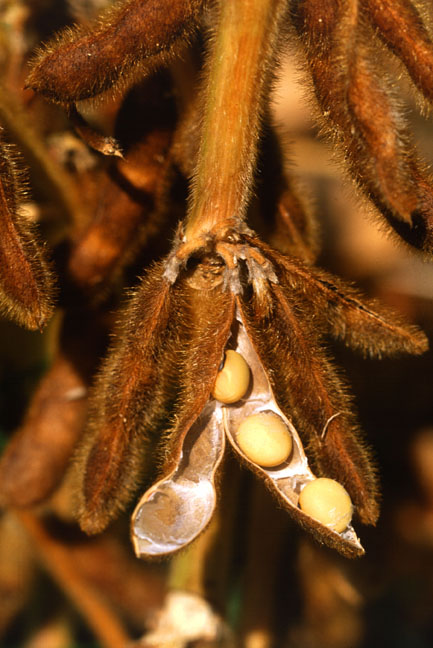
Glycine max
Phaseoleae

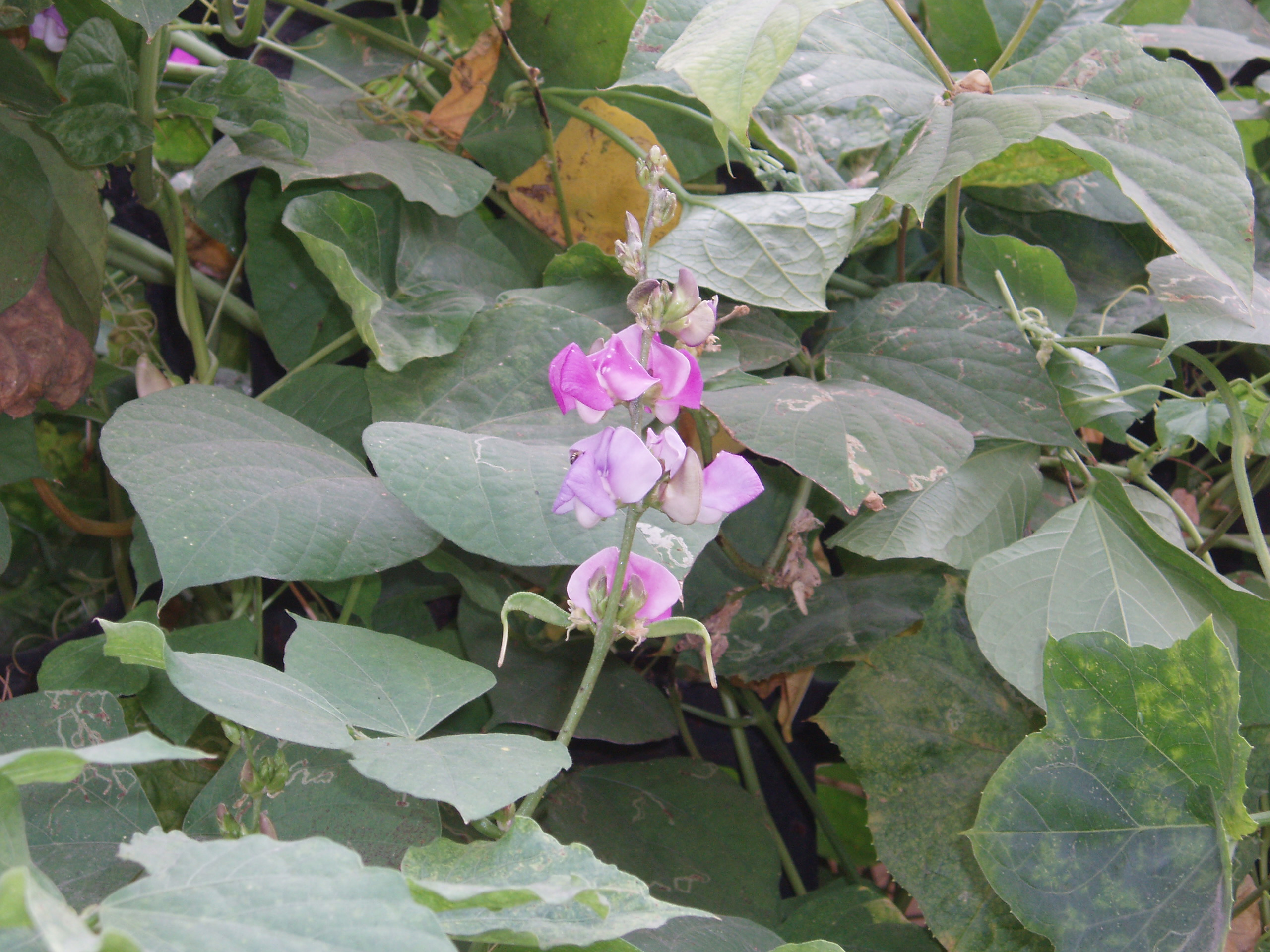
Lablab purpureus
Phaseoleae

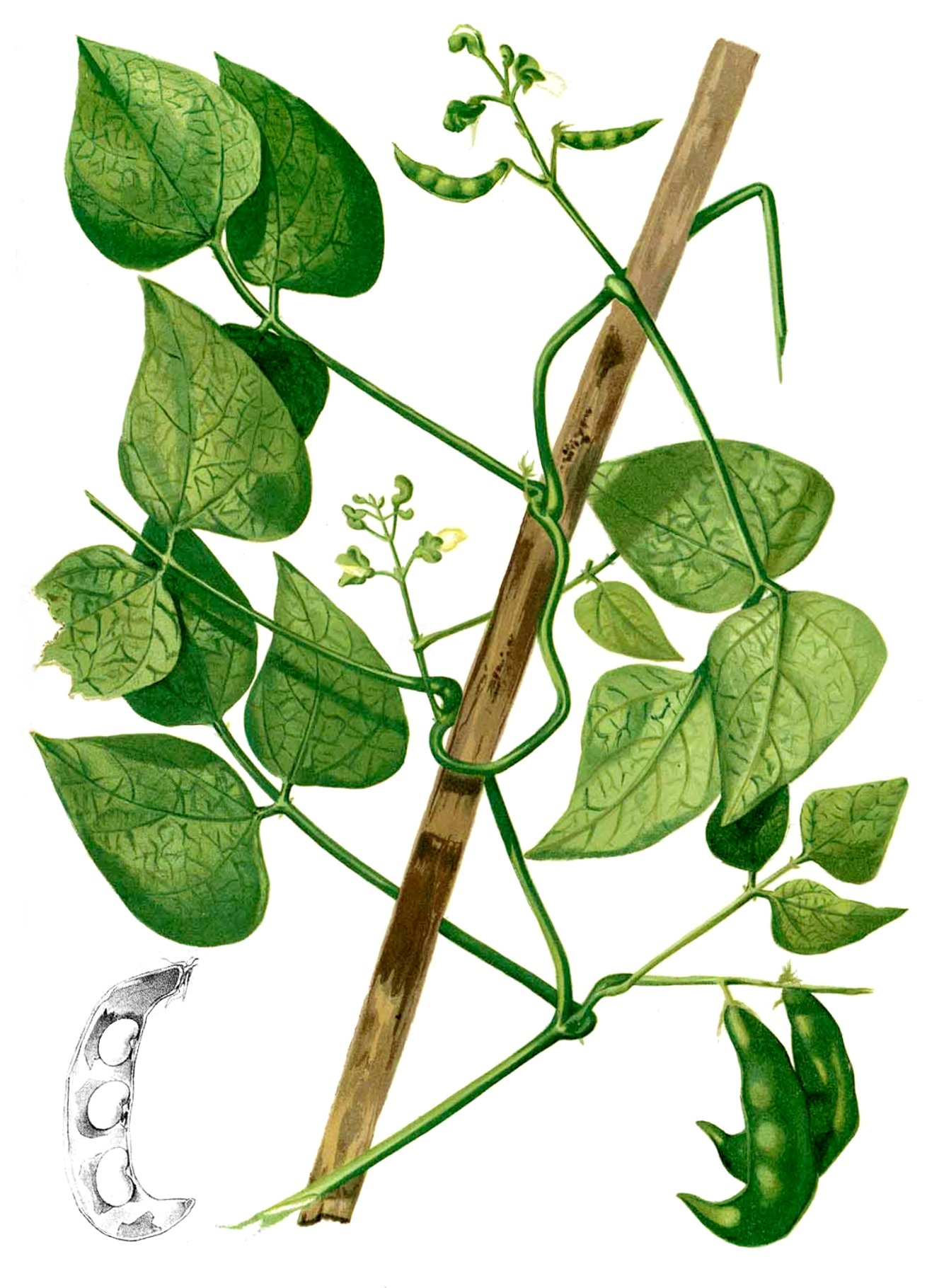
Phaseolus lunatus
Phaseoleae

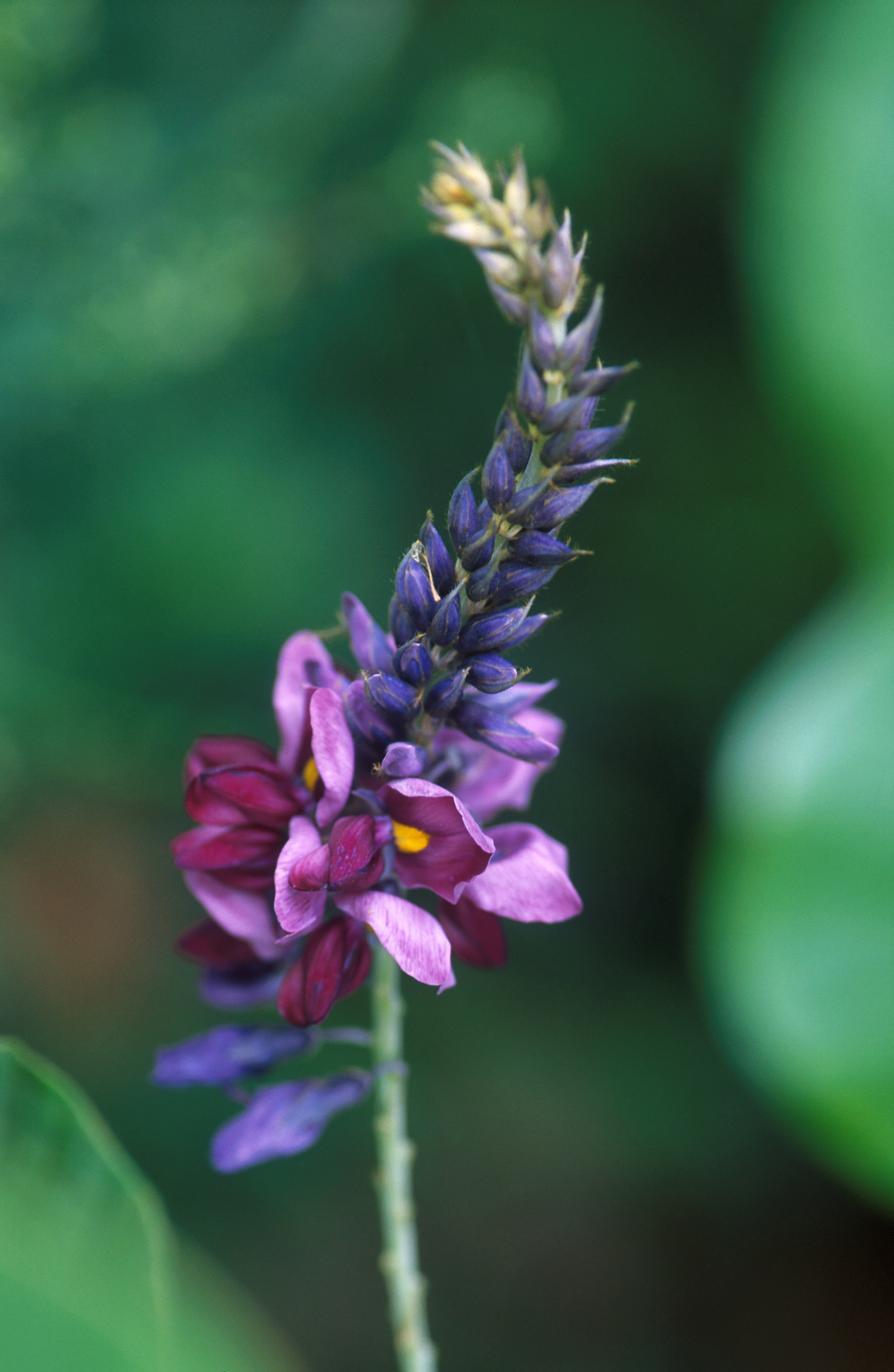
Pueraria montana
Phaseoleae

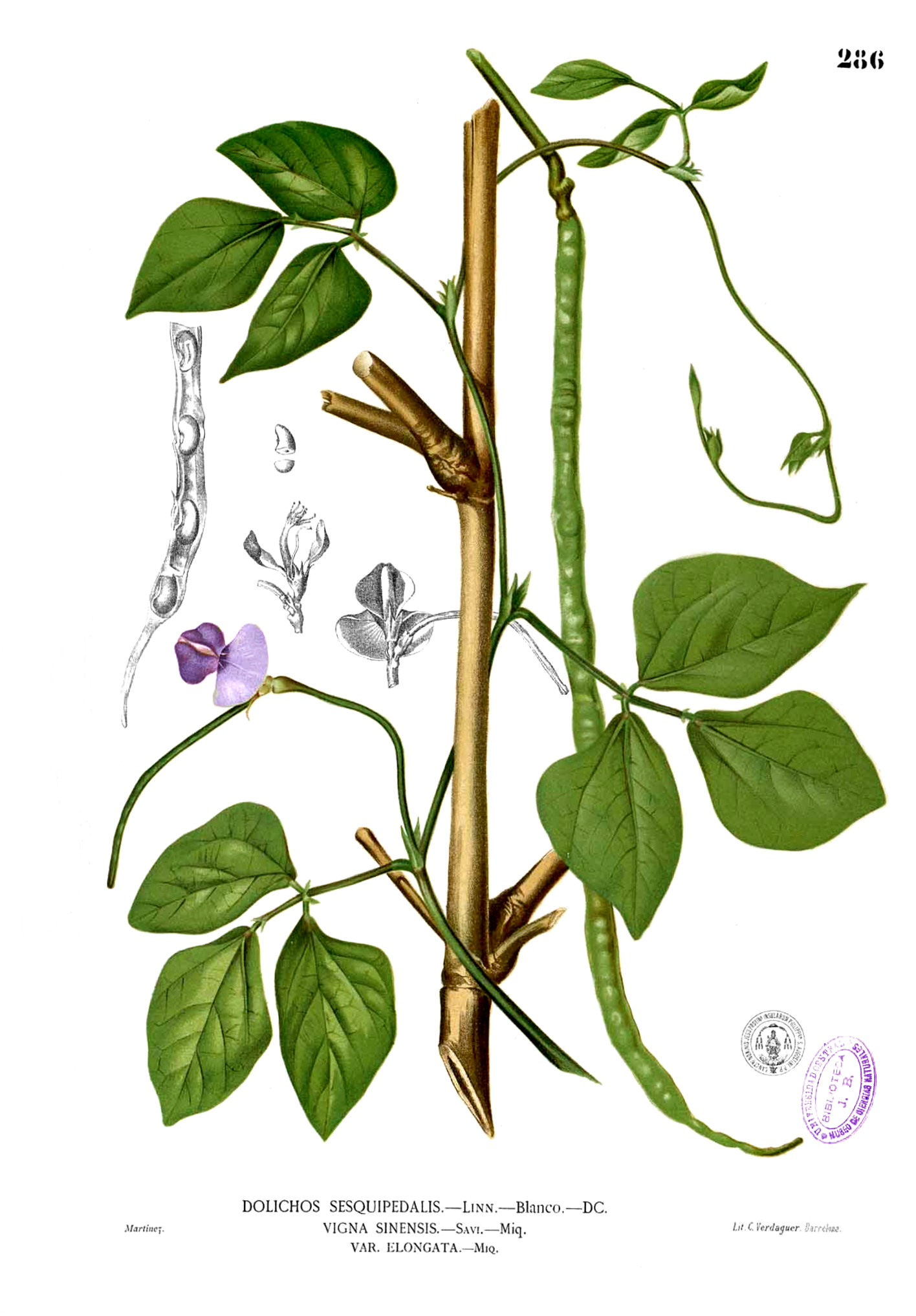
Vigna unguiculata
Phaseoleae

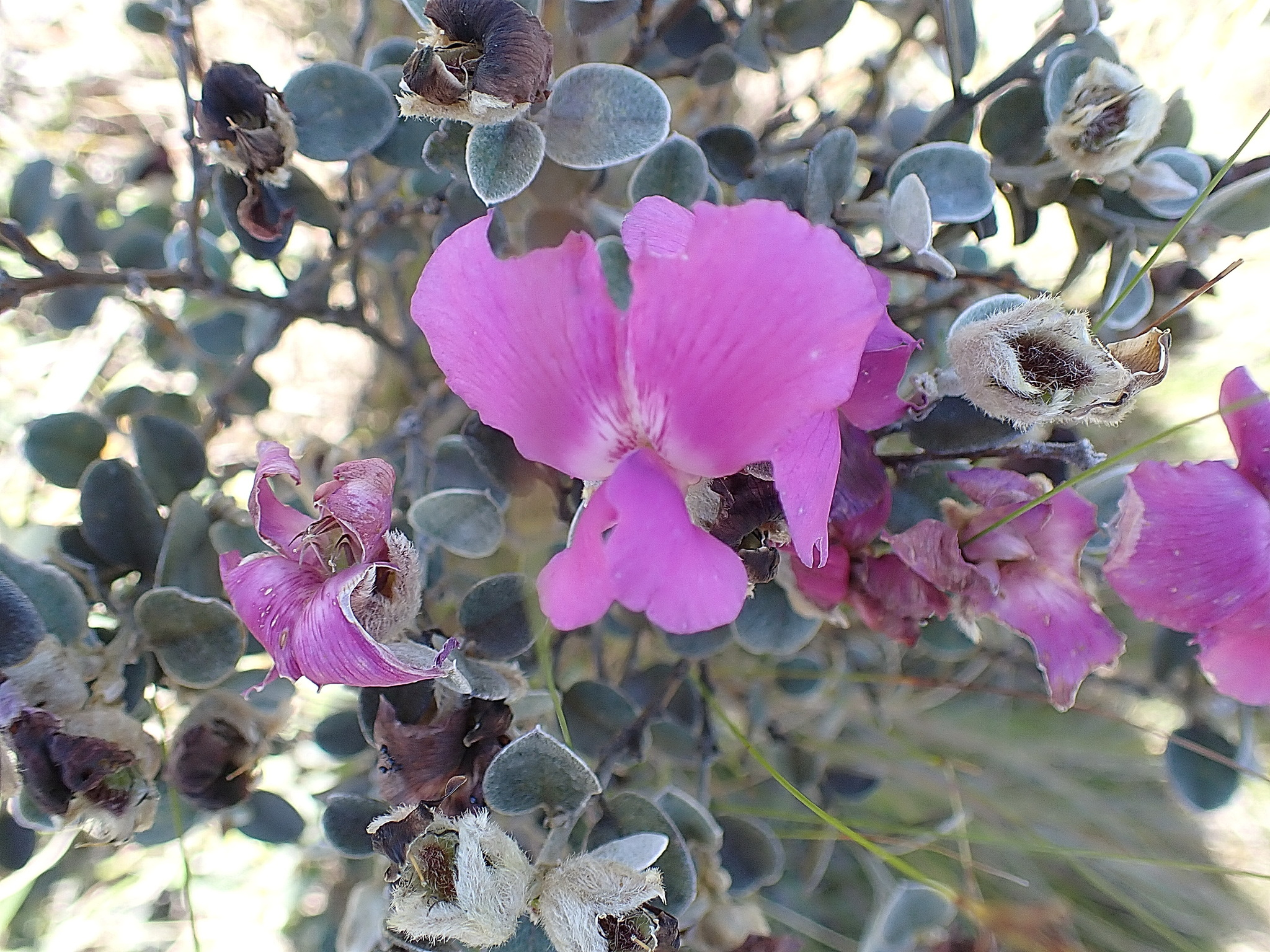
Podalyria burchellii
Podalyrieae

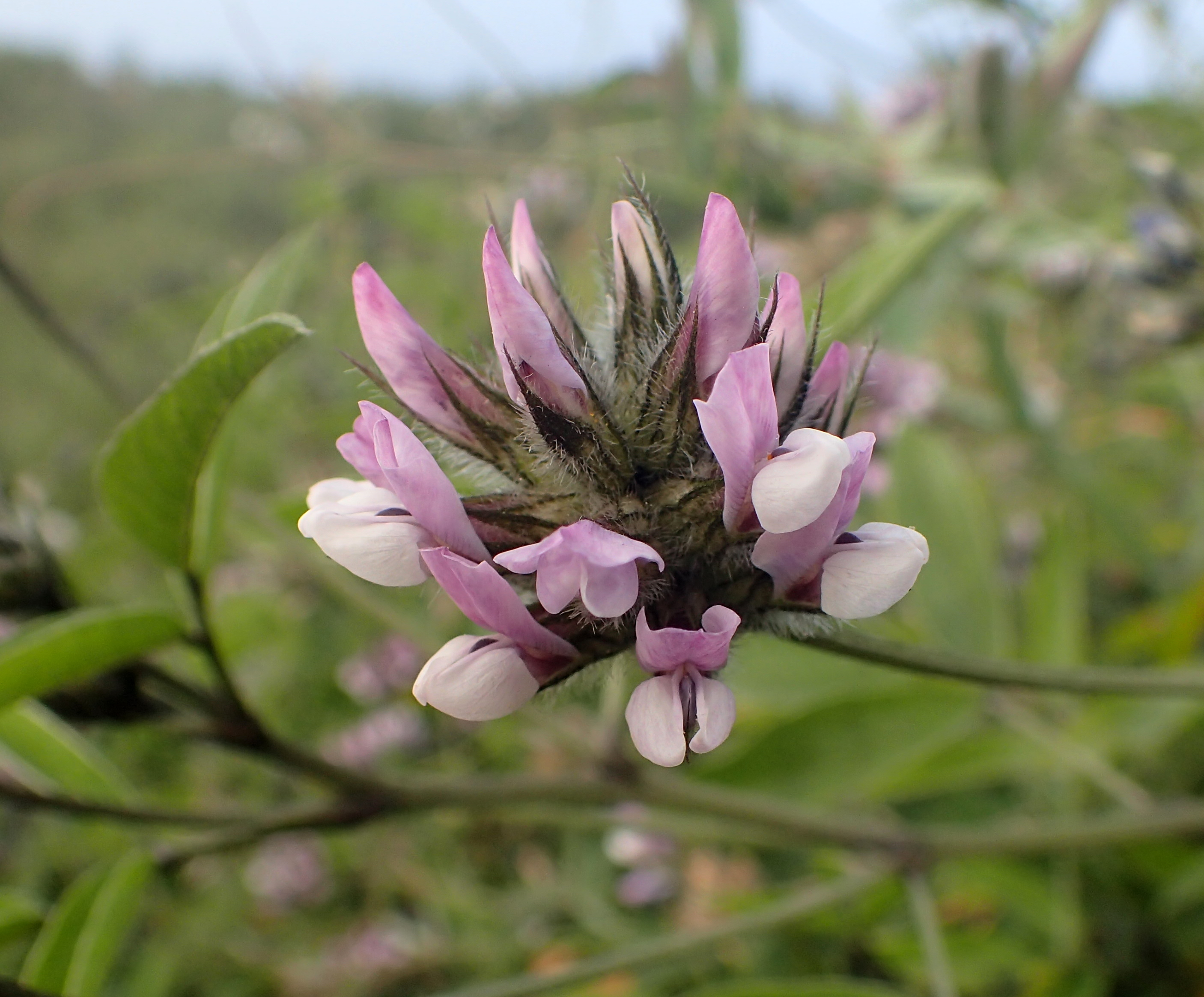
Bituminaria bituminosa
Psoraleeae

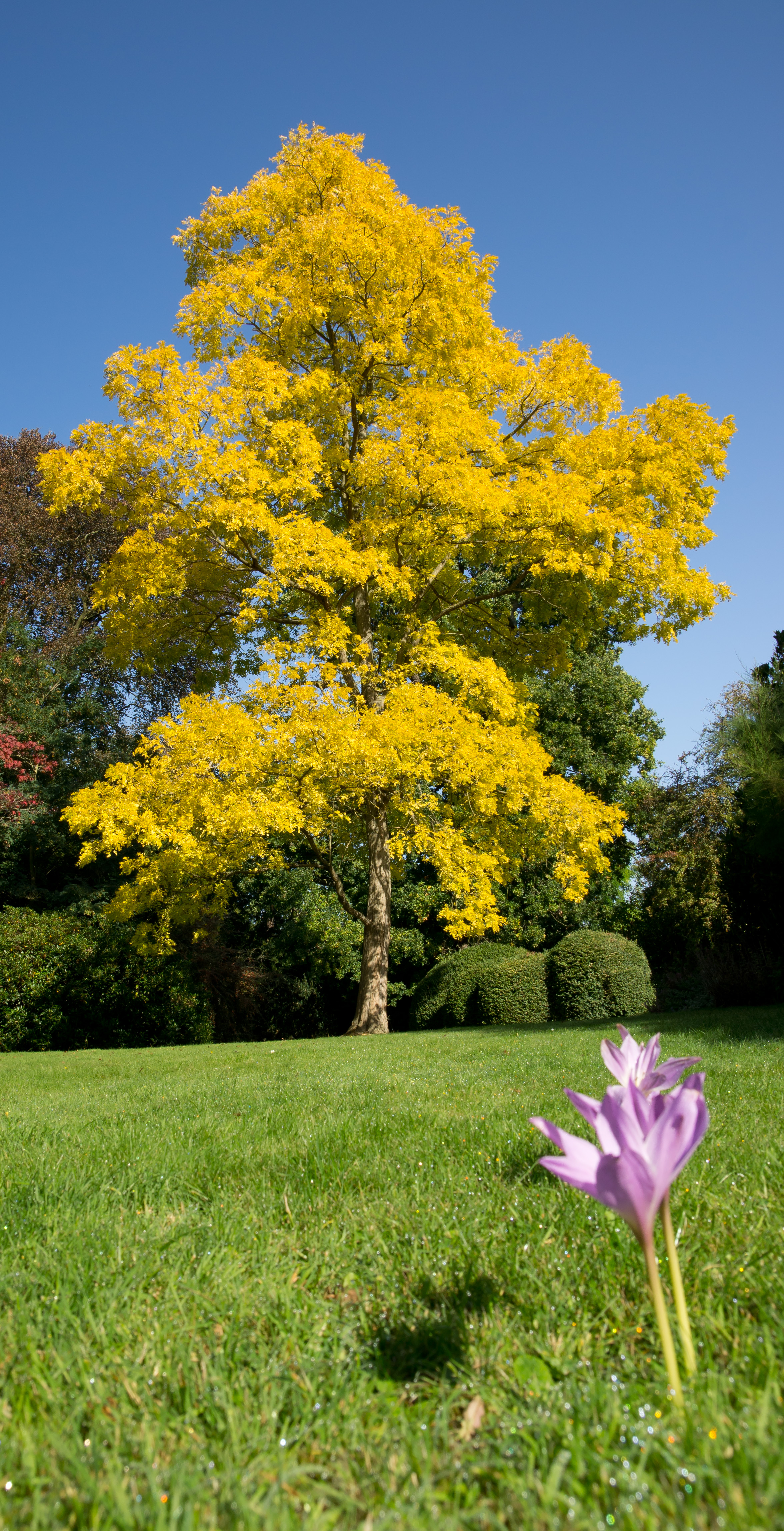
Robinia pseudoacacia
Robinieae

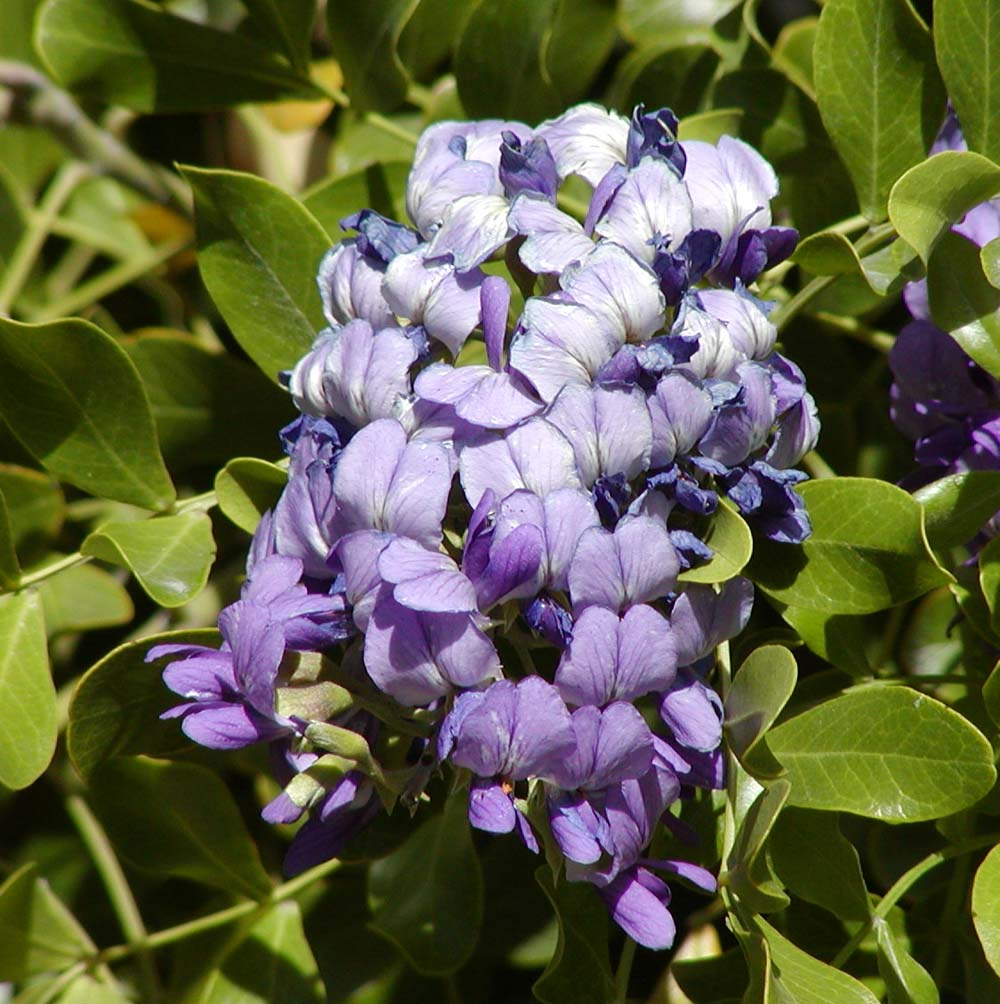
Dermatophyllum secundiflorum
Sophoreae

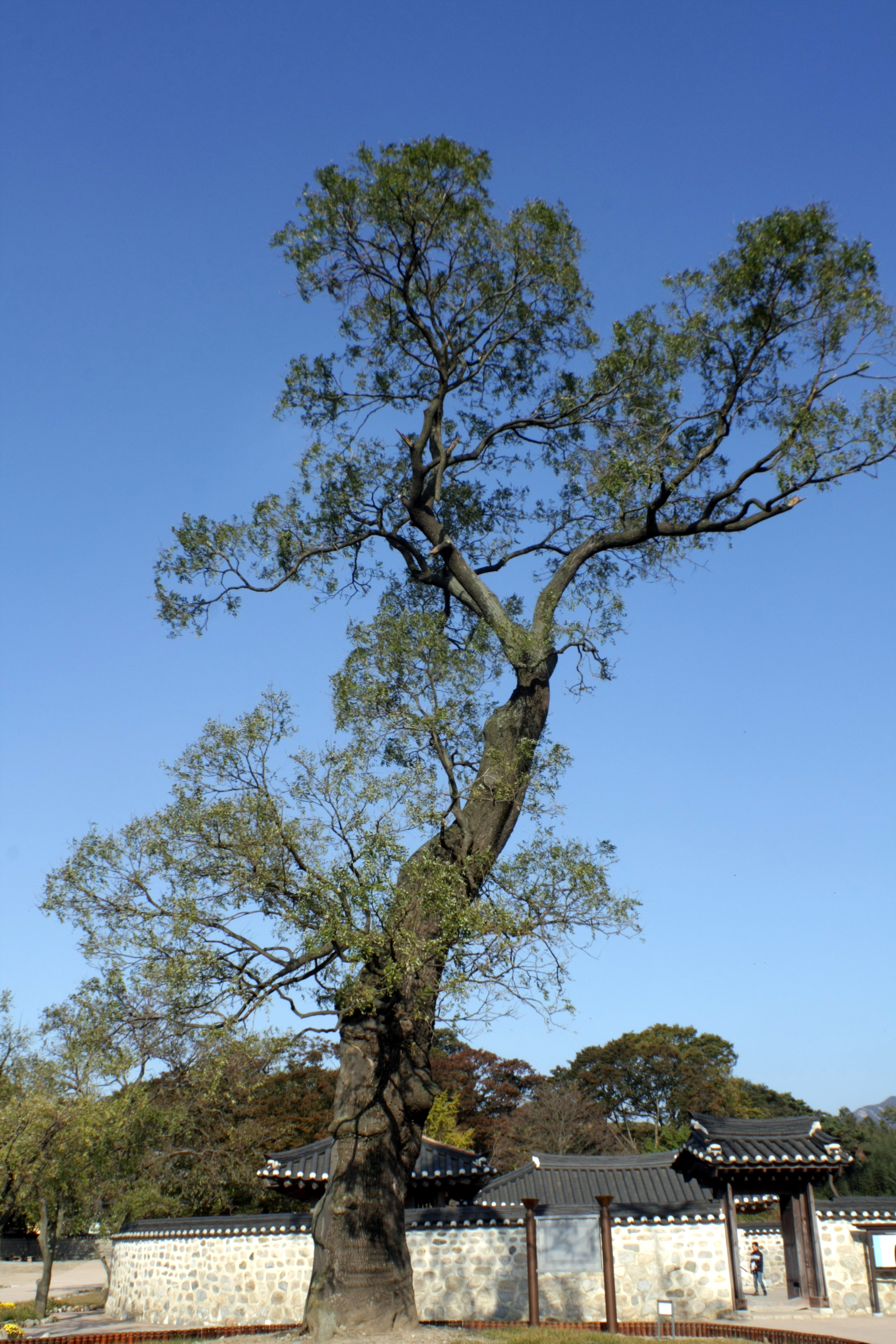
Styphnolobium japonicum
Sophoreae

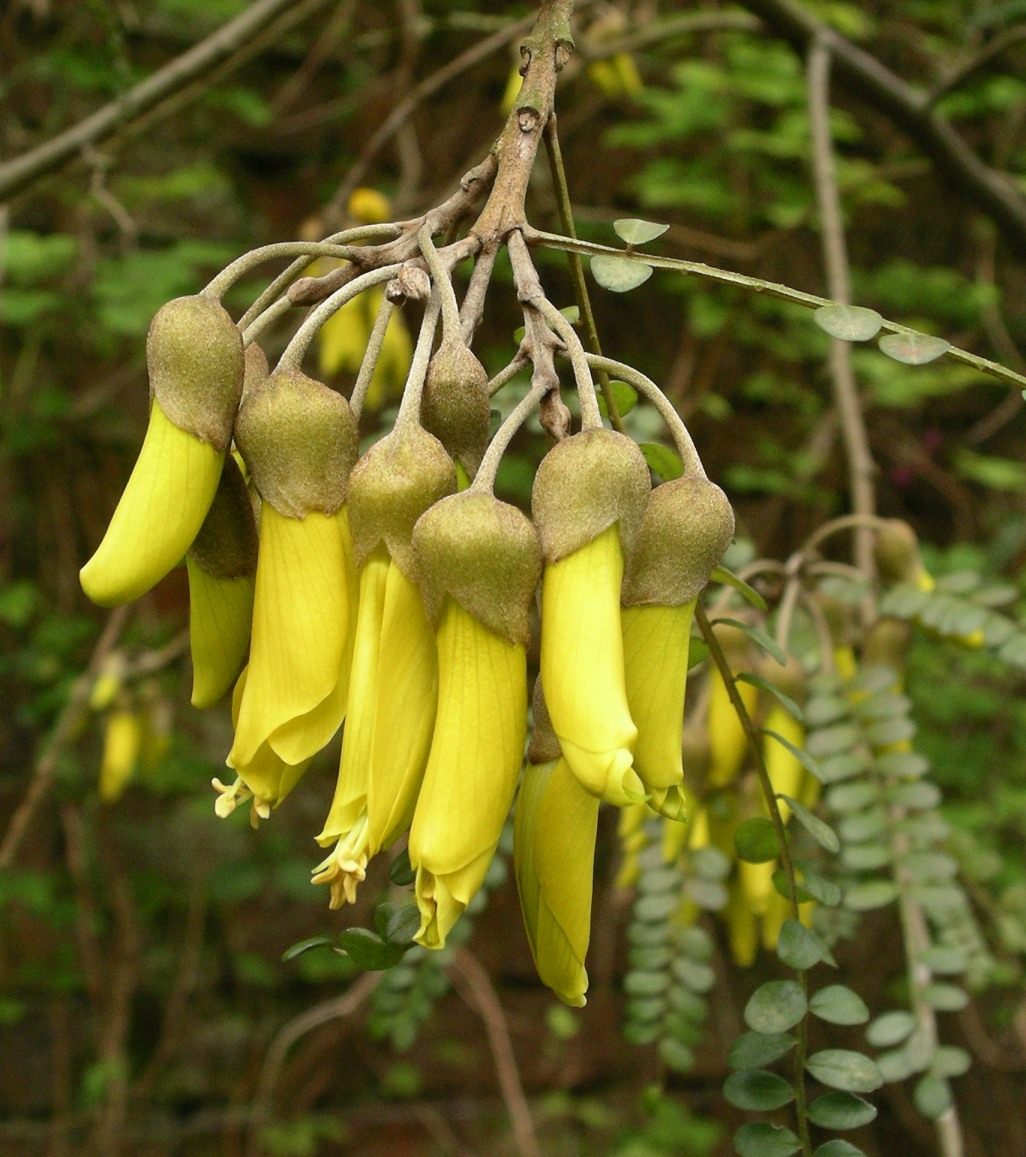
Sophora tetraptera
Sophoreae

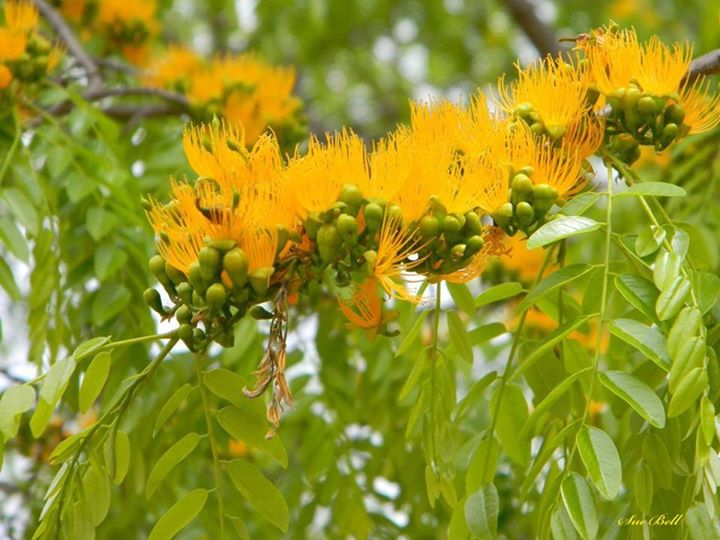
Cordyla africana
Swartzieae

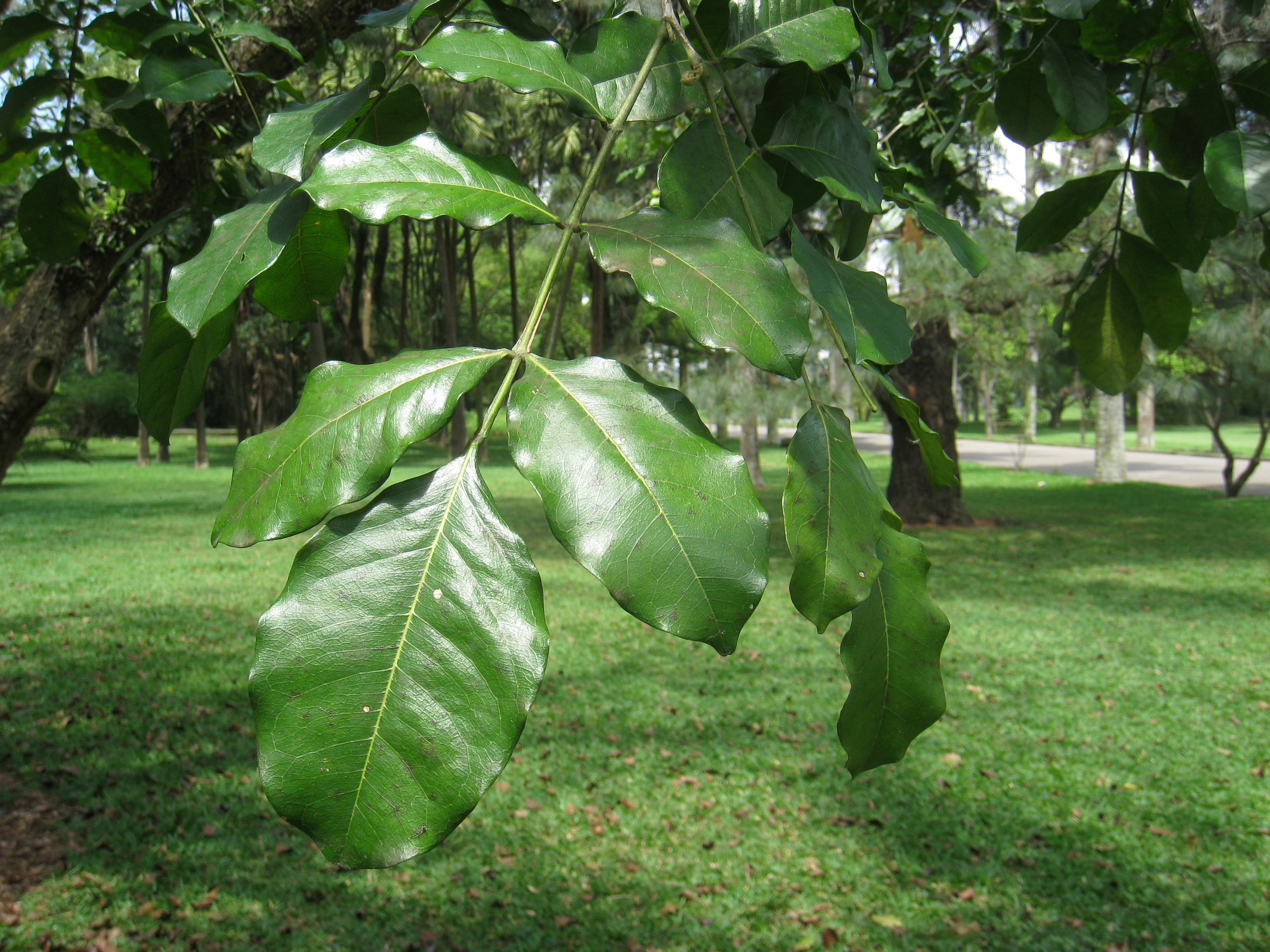
Swartzia langsdorffii
Swartzieae

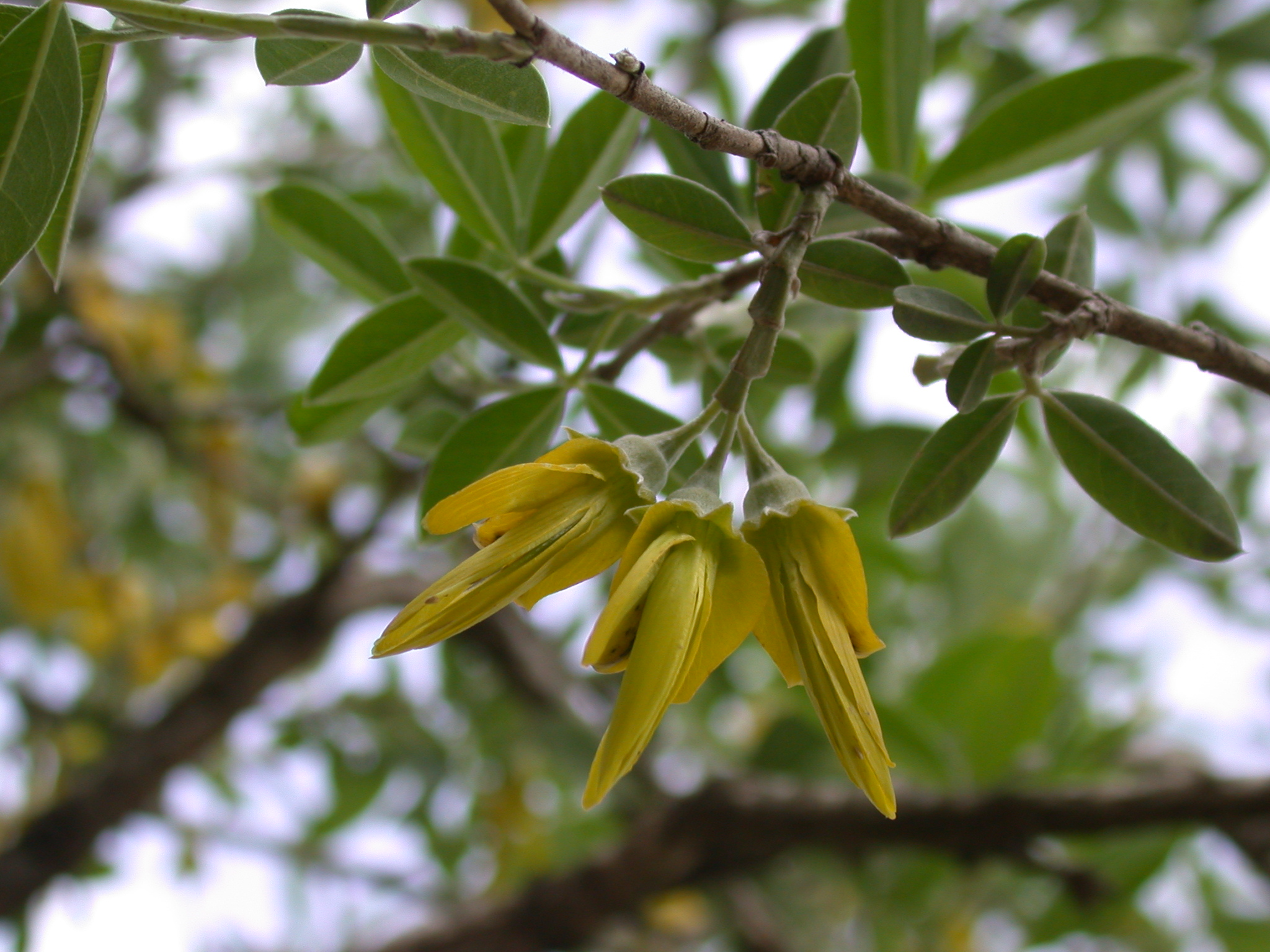
Anagyris foetida
Thermopsideae

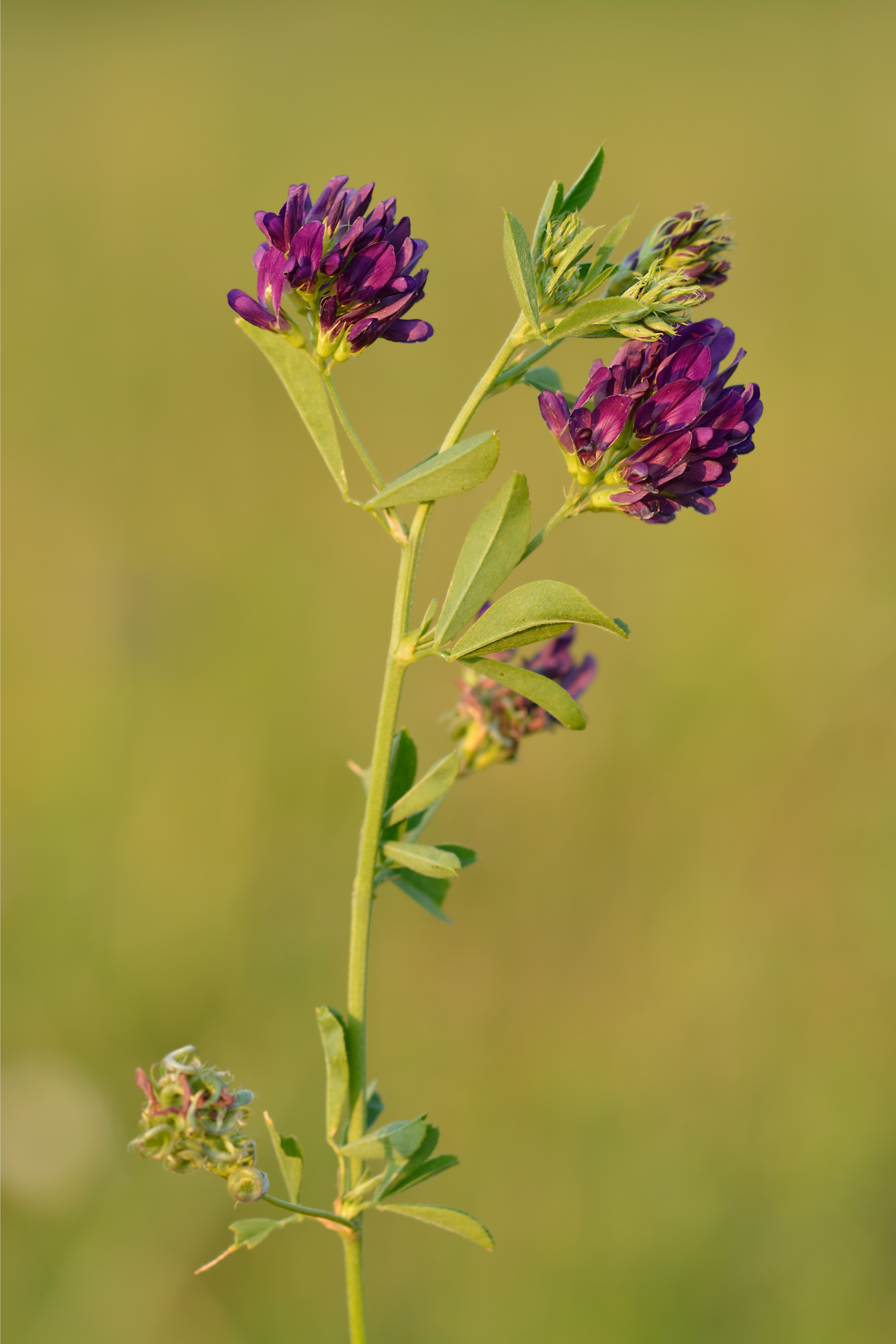
Medicago sativa
Trifolieae

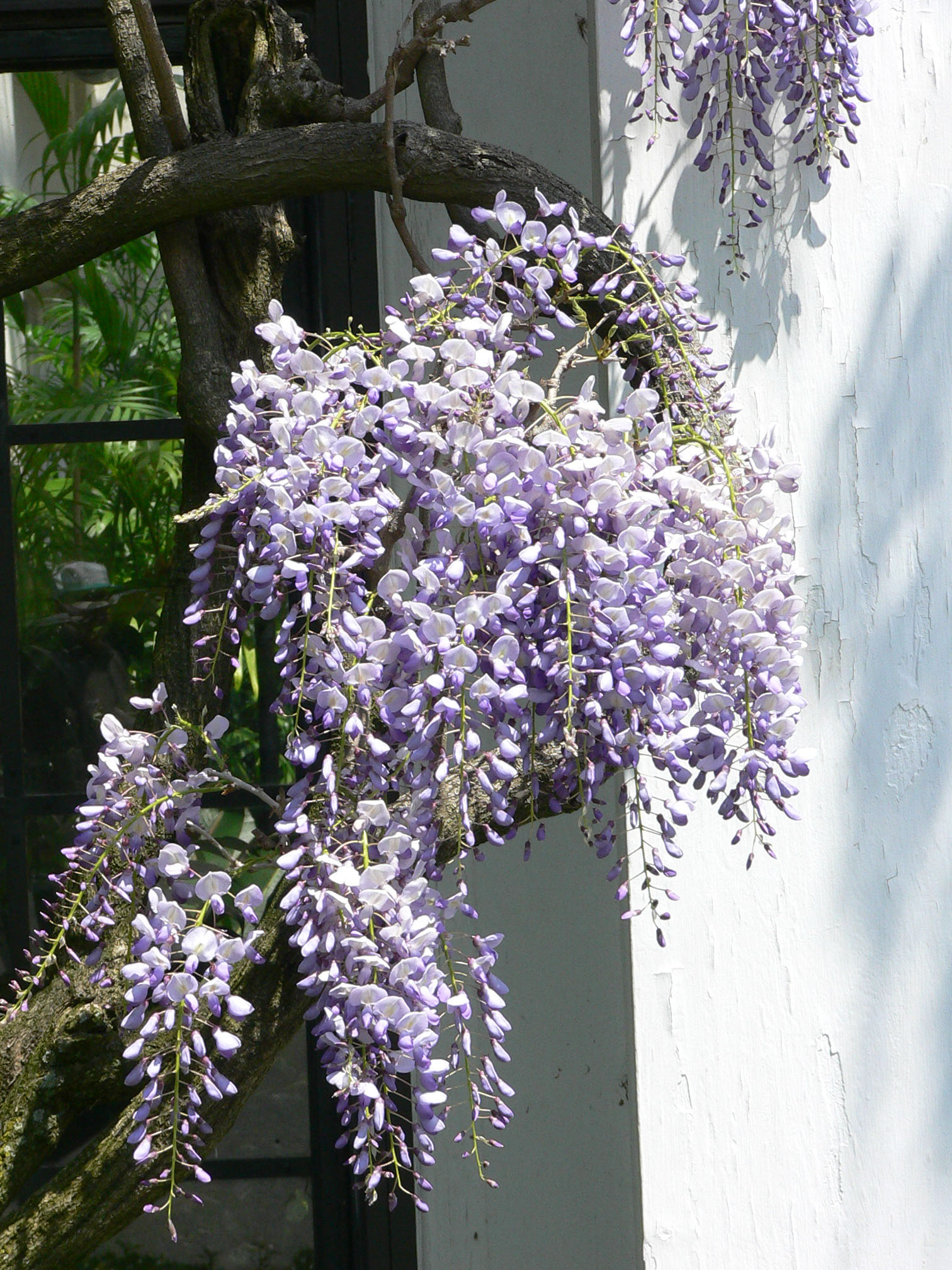
Wisteria floribunda
Wisterieae

La sottofamiglia Faboideae comprende 503 generi in 32 tribù:
- Tribù Abreae
  - Abrus Adans.
- Tribù Adinobotryeae
  - Adinobotrys Dunn
- Tribù Amorpheae
  - Amorpha L.
  - Apoplanesia C.Presl
  - Dalea L.
  - Errazurizia Phil.
  - Eysenhardtia Kunth
  - Marina Liebm.
  - Parryella Torr. & A.Gray
  - Psorothamnus Rydb.
- Tribù Bossiaeeae
  - Aenictophyton A.T.Lee
  - Bossiaea Vent.
  - Goodia Salisb.
  - Muelleranthus Hutch.
  - Platylobium Sm.
  - Ptychosema Benth.
- Tribù Brongniartieae
  - Amphiodon Huber
  - Behaimia Griseb.
  - Brongniartia Kunth
  - Cristonia J.H.Ross
  - Cyclolobium Benth.
  - Harpalyce Moc. & Sesse ex DC.
  - Haplormosia Harms
  - Hovea R.Br. ex W.T.Aiton
  - Lamprolobium Benth.
  - Limadendron Meireles & A.M.G.Azevedo
  - Plagiocarpus Benth.
  - Poecilanthe Benth.
  - Tabaroa L.P.Queiroz, G.P.Lewis & M.F.Wojc.
  - Templetonia R.Br. ex W.T.Aiton
  - Thinicola J.H.Ross
- Tribù Cicereae
  - Cicer L.
- Tribù Crotalarieae
  - Aspalathus L.
  - Bolusia Benth.
  - Calobota Eckl. & Zeyh.
  - Crotalaria L.
  - Euchlora Eckl. & Zeyh.
  - Ezoloba B.-E.van Wyk & Boatwr.
  - Lebeckia Thunb.
  - Leobordea Delile
  - Listia E.Mey.
  - Lotononis (DC.) Eckl. & Zeyh.
  - Pearsonia Dummer
  - Rafnia Thunb.
  - Robynsiophyton R.Wilczek
  - Rothia Pers.
  - Wiborgia Thunb.
  - Wiborgiella Boatwr. & B.-E.van Wyk
- Tribù Dalbergieae
  - Adesmia DC.
  - Aeschynomene L.
  - Amicia Kunth
  - Andira Lam.
  - Arachis L.
  - Brya P.Browne
  - Bryaspis P.A.Duvign.
  - Cascaronia Griseb.
  - Centrolobium Mart. ex Benth.
  - Chapmannia Torr. & A.Gray
  - Cranocarpus Benth.
  - Ctenodon Baill.
  - Cyclocarpa Afzel. ex Baker
  - Dalbergia L.f.
  - Diphysa Jacq.
  - Discolobium Benth.
  - Fiebrigiella Harms
  - Fissicalyx Benth.
  - Geissaspis Harms
  - Geoffroea Jacq.
  - Grazielodendron H.C.Lima
  - Humularia P.A.Duvign.
  - Hymenolobium Benth.
  - Kotschya Endl.
  - Machaerium Pers.
  - Maraniona C.E.Hughes, G.P.Lewis, Daza & Reynel
  - Nissolia Jacq.
  - Ormocarpopsis R.Vig.
  - Ormocarpum P.Beauv.
  - Paramachaerium Ducke
  - Peltiera Du Puy & Labat
  - Pictetia DC.
  - Platymiscium Vogel
  - Platypodium Vogel
  - Poiretia Vent.
  - Pterocarpus Jacq.
  - Ramorinoa Speg.
  - Smithia Aiton
  - Soemmeringia Mart.
  - Stylosanthes Sw.
  - Tipuana (Benth.) Benth.
  - Vatairea Aubl.
  - Vataireopsis Ducke
  - Weberbauerella Ulbr.
  - Zornia J.F.Gmel.
  - Zygocarpum Thulin & Lavin
- Tribù Desmodieae
  - Akschindlium H.Ohashi
  - Alysicarpus Desv.
  - Aphyllodium (DC.) Gagnep.
  - Arthroclianthus Baill.
  - Bouffordia H.Ohashi & K.Ohashi
  - Campylotropis Bunge
  - Christia Moench
  - Codariocalyx Hassk.
  - Dendrolobium (Wight & Arn.) Benth.
  - Desmodiastrum (Prain) A.Pramanik & Thoth.
  - Desmodiopsis (Schindl.) H.Ohashi & K.Ohashi
  - Desmodium Desv.
  - Droogmansia De Wild.
  - Eleiotis DC.
  - Gronia Lour.
  - Hanslia Schindl.
  - Hegnera Schindl.
  - Huangtcia H.Ohashi & K.Ohashi
  - Hylodesmum H.Ohashi & R.R.Mill
  - Kummerowia Schindl.
  - Leptodesmia (Benth.) Benth.
  - Lespedeza Michx.
  - Mecopus Benn.
  - Melliniella Harms
  - Nephrodesmus Schindl.
  - Ohwia H.Ohashi
  - Ototropis Nees
  - Oxytes (Schindl.) H.Ohashi & K.Ohashi
  - Pedleya H.Ohashi & K.Ohashi
  - Phyllodium Desv.
  - Pleurolobus 
  - Pseudarthria Wight & Arn.
  - Pullenia H.Ohashi & K.Ohashi
  - Pycnospora R.Br. ex Wight & Arn.
  - Sohmaea H.Ohashi & K.Ohashi
  - Tadehagi H.Ohashi
  - Tateishia H.Ohashi & K.Ohashi
  - Trifidacanthus Merr.
  - Uraria Desv.
  - Verdesmum H.Ohashi & K.Ohashi
- Tribù Diocleeae
  - Betencourtia A.St.-Hil.
  - Bionia Mart. ex Benth.
  - Caetangil L.P.Queiroz
  - Camptosema Hook. & Arn.
  - Canavalia DC.
  - Cerradicola L.P.Queiroz
  - Cleobulia Mart. ex Benth.
  - Collaea DC.
  - Cratylia Mart. ex Benth.
  - Cymbosema Benth.
  - Dioclea Kunth
  - Galactia P.Browne
  - Lackeya Fortunato, L.P.Queiroz and G.P.Lewis
  - Macropsychanthus Harms ex K.Schum. & Lauterb.
  - Mantiqueira L.P.Queiroz
  - Nanogalactia L.P.Queiroz
  - Rhodopis Urb.
- Tribù Dipterygeae
  - Dipteryx Schreb.
  - Monopteryx Spruce ex Benth.
  - Pterodon Vogel
  - Taralea Aubl.
- Tribù Euchresteae
  - Euchresta Benn.
- Tribù Fabeae (sin.: Vicieae)
  - Lathyrus L.
  - Vicia L.
- Tribù Galegeae
  - Astragalus L.
  - Biserrula L.
  - Carmichaelia R.Br.
  - Chesneya Lindl. ex Endl.
  - Clianthus Sol. ex Lindl.
  - Colutea L.
  - Eremosparton Fisch. & C.A.Mey.
  - Erophaca Boiss.
  - Galega L.
  - Gueldenstaedtia Fisch.
  - Lessertia DC.
  - Montigena Heenan
  - Oreophysa (Bunge ex Boiss.) Bornm.
  - Orophaca (Torr. & A. Gray) Britton
  - Oxytropis DC.
  - Smirnowia Bunge
  - Sphaerophysa DC.
  - Spongiocarpella Yakovlev & N.Ulziykh.
  - Streblorrhiza Endl.
  - Sutherlandia R.Br. ex W.T.Aiton
  - Swainsona Salisb.
  - Tibetia (Ali) H.P.Tsui
- Tribù Genisteae
  - Adenocarpus DC.
  - Anarthrophyllum Benth.
  - Argyrocytisus (Maire) Frodin & Heywood ex Raynaud
  - Argyrolobium Eckl. & Zeyh.
  - Calicotome Link
  - Chamaecytisus 
  - Cytisophyllum O. Lang
  - Cytisus Desf.
  - Dichilus DC.
  - Echinospartum (Spach) Fourr.
  - Erinacea Adans.
  - Genista L.
  - Gonocytisus Spach
  - Hesperolaburnum Maire
  - Laburnum Fabr.
  - Lupinus L.
  - Melolobium Eckl. & Zeyh.
  - Petteria C. Presl
  - Podocytisus Boiss. & Heldr.
  - Polhillia C.H.Stirt.
  - Retama Raf.
  - Rivasgodaya Esteve
  - Sellocharis Taub.
  - Spartium L.
  - Stauracanthus Link
  - Ulex L.
  - + Laburnocytisus (chimera)
- Tribù Glycyrrhizeae
  - Glycyrrhiza L.
  - Glycyrrhizopsis Boiss.
- Tribù Hedysareae
  - Alhagi Gagnebin
  - Calophaca Fisch. ex DC.
  - Caragana Fabr.
  - Corethrodendron Fisch. & Basiner
  - Ebenus L.
  - Eversmannia Bunge
  - Hedysarum L.
  - Onobrychis Mill.
  - Sartoria Boiss. & Heldr.
  - Sulla Medik.
  - Taverniera DC.
- Tribù Hypocalypteae
  - Hypocalyptus Thunb.
- Tribù Indigofereae
  - Cyamopsis DC.
  - Indigastrum Jaub. & Spach
  - Indigofera L.
  - Microcharis Benth.
  - Phylloxylon Baill.
  - Rhynchotropis Harms
  - Vaughania S.Moore
- Tribù Loteae
  - Acmispon Raf.
  - Anthyllis L.
  - Antopetitia A. Rich.
  - Coronilla L.
  - Cytisopsis Jaub. & Spach
  - Dorycnopsis Boiss.
  - Hammatolobium Fenzl
  - Hippocrepis L.
  - Hosackia Douglas ex Lindl.
  - Hymenocarpos Savi
  - Kebirita Kramina & D.D. Sokoloff
  - Lotus L.
  - Ornithopus L.
  - Ottleya D.D. Sokoloff
  - Podolotus Royle
  - Pseudolotus Rech.f.
  - Scorpiurus L.
  - Tripodion Medik.
- Tribù Millettieae
  - Aganope Miq.
  - Antheroporum Gagnep.
  - Apurimacia Harms
  - Austrosteenisia R.Geesink
  - Brachypterum (Wight & Arn.) Benth.
  - Burkilliodendron Sastry
  - Chadsia Bojer
  - Craibia Harms & Dunn
  - Craspedolobium Harms
  - Dahlstedtia Malme
  - Dalbergiella Baker f.
  - Deguelia Aubl.
  - Derris Lour.
  - Dewevrea Micheli
  - Disynstemon R.Vig.
  - Fordia Hemsl.
  - Hesperothamnus Brandegee
  - Huchimingia 
  - Imbralyx 
  - Kunstleria Prain
  - Leptoderris Dunn
  - Lonchocarpus Kunth
  - Margaritolobium Harms
  - Millettia Wight & Arn.
  - Muellera 
  - Mundulea (DC.) Benth.
  - Ohashia 
  - Ostryocarpus Hook.f.
  - Philenoptera Hochst. ex A. Rich.
  - Piscidia L.
  - Platycyamus Benth.
  - Platysepalum Welw. ex Baker
  - Poecilanthe 
  - Pongamia Vent.
  - Pongamiopsis R.Vig.
  - Ptycholobium Harms
  - Pyranthus Du Puy & Labat
  - Rehsonia Stritch
  - Requienia DC.
  - Schefflerodendron Harms
  - Sylvichadsia Du Puy & Labat
  - Tephrosia Pers.
- Tribù Mirbelieae
  - Almaleea Crisp & P.H.Weston
  - Aotus Sm.
  - Callistachys Vent.
  - Chorizema Labill.
  - Daviesia Sm.
  - Dillwynia Sm.
  - Erichsenia Hemsl.
  - Euchilopsis F.Muell.
  - Eutaxia R.Br.
  - Gastrolobium R.Br.
  - Gompholobium Sm.
  - Isotropis Benth.
  - Jacksonia R.Br. ex Sm.
  - Latrobea Meisn.
  - Leptosema Meisn.
  - Mirbelia Sm.
  - Oxylobium Andrews
  - Phyllota (DC.) Benth.
  - Podolobium R.Br.
  - Pultenaea Sm.
  - Sphaerolobium Sm.
  - Stonesiella Crisp & P. H. Weston
  - Urodon Crisp & P. H. Weston
  - Viminaria Sm.
- Tribù Phaseoleae
  - Adenodolichos Harms
  - Afroamphica H.Ohashi & K.Ohashi
  - Alistilus N.E.Br.
  - Amphicarpaea Elliott ex Nutt.
  - Apios Fabr.
  - Austrodolichos Wight & Arn.
  - Barbieria Spreng.
  - Bolusafra Kuntze
  - Butea Roxb. ex Willd.
  - Cajanus DC.
  - Calopogonium Desv.
  - Carissoa Baker f.
  - Centrosema (DC.) Benth.
  - Clitoria L.
  - Clitoriopsis R.Wilczek
  - Cochlianthus Benth.
  - Cologania Kunth
  - Cruddasia Prain
  - Decorsea R.Vig.
  - Diphyllarium Gagnep.
  - Dipogon Liebm.
  - Dolichopsis Hassl.
  - Dolichos L.
  - Dumasia DC.
  - Dunbaria Wight & Arn.
  - Dysolobium (Benth.) Prain
  - Eminia Taub.
  - Eriosema (DC.) Rchb.
  - Erythrina L.
  - Flemingia Roxb. ex W.T.Aiton
  - Glycine Willd.
  - Harashuteria K.Ohashi & H.Ohashi
  - Hardenbergia Benth.
  - Herpyza Sauvalle
  - Kennedia Vent.
  - Lablab Adans.
  - Macroptilium (Benth.) Urb.
  - Macrotyloma (Wight & Arn.) Verdc.
  - Mastersia Benth.
  - Meizotropis Voigt
  - Mucuna Adans.
  - Mysanthus G.P.Lewis and A.Delgado
  - Neocollettia Hemsl.
  - Neonotonia Lackey
  - Neorautanenia Schinz
  - Nesphostylis Verdc.
  - Nogra Merr.
  - Ophrestia H.M.L.Forbes
  - Oryxis A.Delgado & G.P.Lewis
  - Otoptera DC.
  - Oxyrhynchus Brandegee
  - Pachyrhizus Rich. ex DC.
  - Paracalyx Ali
  - Periandra Mart. ex Benth.
  - Phaseolus L.
  - Phylacium Benn.
  - Physostigma Balf.
  - Pseudeminia Verdc.
  - Pseudoeriosema Hauman
  - Pseudovigna (Harms) Verdc.
  - Psophocarpus DC.
  - Pueraria DC.
  - Ramirezella Rose
  - Rhynchosia Lour.
  - Shuteria Wight & Arn.
  - Sinodolichos Verdc.
  - Spathionema Taub.
  - Spatholobus Hassk.
  - Sphenostylis E.Mey.
  - Strongylodon Vogel
  - Strophostyles Elliott
  - Teramnus P.Browne
  - Teyleria Backer
  - Vandasina Rauschert
  - Vatovaea Chiov.
  - Vigna Savi
  - Wajira Thulin
- Tribù Podalyrieae (sin.: Liparieae)
  - Amphithalea Eckl. & Zeyh.
  - Cadia Forssk.
  - Calpurnia E.Mey.
  - Cyclopia Vent.
  - Liparia L.
  - Podalyria Willd.
  - Stirtonanthus B.-E.van Wyk & A.L.Schutte
  - Virgilia Poir.
  - Xipotheca Eckl. & Zeyh.
- Tribù Psoraleeae
  - Bituminaria Heist. ex Fabr.
  - Cullen Medik.
  - Hoita Rydb.
  - Kartalinia Brullo, C.Brullo, Cambria, Acar, Salmeri & Giusso
  - Ladeania A.N.Egan & Reveal
  - Orbexilum Raf.
  - Otholobium C.H.Stirt.
  - Pediomelum Rydb.
  - Psoralea L.
  - Psoralidium Rydb.
  - Rupertia J.W.Grimes
- Tribù Robinieae
  - Coursetia DC.
  - Genistidium I.M.Johnst.
  - Gliricidia Kunth
  - Hebestigma Urb.
  - Lennea Klotzsch
  - Notodon Urb.
  - Olneya A.Gray
  - Peteria A.Gray
  - Poissonia Baill.
  - Poitea Vent.
  - Robinia L.
  - Sphinctospermum Rose
- Tribù Sesbanieae
  - Sesbania Scop.
- Tribù Sophoreae
  - Acosmium Schott
  - Airyantha Brummitt
  - Alexa Moq.
  - Ammodendron Fisch. ex DC.
  - Amphimas Pierre ex Harms
  - Angylocalyx Taub.
  - Baphia Afzel. ex Lodd.
  - Baphiastrum Harms
  - Bolusanthus Harms
  - Bowdichia Kunth
  - Bowringia Champ. ex Benth.
  - Bracteolaria Hochst.
  - Camoensia Welw. ex Benth.
  - Castanospermum A.Cunn. ex Hook.
  - Cladrastis Raf.
  - Clathrotropis (Benth.) Harms
  - Dalhousiea Wall. ex Benth.
  - Dermatophyllum Scheele
  - Dicraeopetalum Harms
  - Diplotropis Benth.
  - Dussia Krug & Urb. ex Taub.
  - Guianodendron Sch.Rodr. & A.M.G.Azevedo
  - Inocarpus J.R.Forst. & G.Forst.
  - Leptolobium Vogel
  - Leucomphalos Benth. ex Planch.
  - Luetzelburgia Harms
  - Maackia Rupr.
  - Myrocarpus Allemao
  - Myrospermum Jacq.
  - Myroxylon L.f.
  - Neoharmsia R.Vig.
  - Ormosia Jacks.
  - Panurea Spruce ex Benth.
  - Pericopsis Thwaites
  - Petaladenium Ducke
  - Platycelyphium Harms
  - Platyosprion Maxim.
  - Riedeliella Harms
  - Sakoanala R.Vig.
  - Salweenia Baker f.
  - Sophora L.
  - Spirotropis Tul.
  - Staminodianthus 
  - Styphnolobium Schott
  - Sweetia Spreng.
  - Uleanthus Harms
  - Uribea Dugand & Romero
  - Xanthocercis Baill.
- Tribù Swartzieae
  - Aldina Endl.
  - Amburana Schwacke & Taub.
  - Ateleia (DC.) Benth.
  - Baphiopsis Benth. ex Baker
  - Bobgunnia J. H. Kirkbr. & Wiersema
  - Bocoa Aubl.
  - Candolleodendron R.S.Cowan
  - Cordyla Lour.
  - Cyathostegia (Benth.) Schery
  - Exostyles Schott
  - Harleyodendron R.S.Cowan
  - Holocalyx Micheli
  - Lecointea Ducke
  - Mildbraediodendron Harms
  - Swartzia Schreb.
  - Trischidium Tul.
  - Zollernia Wied-Neuw. & Nees
- Tribù Thermopsideae
  - Ammopiptanthus S.H.Cheng
  - Anagyris L.
  - Baptisia Vent.
  - Pickeringia Nutt.
  - Piptanthus Sweet
  - Thermopsis R.Br.
- Tribù Trifolieae
  - Medicago L.
  - Melilotus (L.) Mill.
  - Ononis L.
  - Parochetus Buch.-Ham. ex D. Don
  - Trifolium L.
  - Trigonella L.
- Tribù Wisterieae
  - Afgekia Craib
  - Austrocallerya 
  - Callerya Endl.
  - Endosamara R.Geesink
  - Kanburia J.Compton, Mattapha, Sirich. & Schrire
  - Nanhaia J.Compton & Schrire
  - Padbruggea Miq.
  - Sarcodum Lour.
  - Serawaia J.Compton & Schrire
  - Sigmoidala J.Compton & Schrire
  - Whitfordiodendron 
  - Wisteria Nutt.
  - Wisteriopsis J.Compton & Schrire

## Rilevanza economica
Le Faboidee hanno una grandissima rilevanza economica in agricoltura.
Molte specie sono state infatti coltivate sin dalla preistoria per l'alimentazione umana.
Inoltre, sono state utilizzate nella rotazione delle culture, per il poter fertilizzante dei batteri simbionti nelle radici.
Un numero sempre maggiore di specie sono usate come piante ornamentali.